# Marcelo Torcuato de Alvear
Máximo Marcelo Torcuato de Alvear Pacheco (Buenos Aires, 4 de octubre de 1868-Don Torcuato, 23 de marzo de 1942) fue un abogado y político argentino perteneciente a la Unión Civíca Radical de tendencia liberal, que se desempeñó como embajador en Francia, diputado y presidente de la Nación Argentina entre el 12 de octubre de 1922 y la misma fecha del año 1928. Fue parte de la familia Alvear, de la que varios de sus miembros han ocupado importantes lugares en la historia argentina a lo largo de décadas. Marcelo era hermano de Carlos Torcuato de Alvear, hijo de Torcuato de Alvear, ambos intendentes de Buenos Aires, y nieto de Carlos María de Alvear.
Participó activamente de las revoluciones radicales acontecidas en los años 1890 y 1893, integrándose en la Unión Cívica que daría origen a la Unión Cívica Radical, siendo uno de los miembros de la aristocracia argentina integrado a las tareas de un partido popular. Allí trabó amistad con personalidades como Leandro N. Alem e Hipólito Yrigoyen, siendo secretario del primero y padrino de armas del segundo. En las elecciones para renovación de bancas legislativas celebradas tras la reforma electoral de la ley Sáenz Peña en 1912, Alvear fue elegido diputado, cargo que desempeñó por dos años. Cuando Yrigoyen asumió la presidencia en 1916 nombró a Alvear embajador en Francia. Yrigoyen dio su apoyo a Alvear para presidir el comité de la UCR, y así sucederlo en la presidencia de la Argentina. Alvear fue elegido presidente mientras representaba a su país en Francia. Al poco tiempo de asumir la presidencia, se comenzaron a producir asperezas internas dentro del radicalismo, rompiéndose la relación entre Alvear e Yrigoyen, sobre todo cuando el nuevo presidente nombró a ministros que no tenían relación alguna con los sectores yrigoyenistas.
Su periodo de gobierno coincidió justo con el fin de la crisis mundial de la posguerra, lo que le permitió mejorar la economía y las finanzas del país sin mayores contratiempos. Se destacó también en el desarrollo de la industria del automotor y la exitosa explotación petrolera, con lo cual alcanzó una prosperidad económica desconocida hasta entonces para la Argentina, y que se demostró con el gran aumento conseguido en el PIB por habitante, cuyo índice para el año 1928 había alcanzado el sexto puesto entre los más altos del mundo. En el ámbito laboral y social este período se caracterizó por un proceso de concentración urbana en el Litoral y Gran Buenos Aires, además del establecimiento de medio millón de inmigrantes; se registró un aumento de la clase media, subida del salario real y disminución de las huelgas y conflictos similares. Por otra parte hubo un aumento en la deuda externa mayor a la del gobierno radical anterior. En lo que respecta a política educativa, hubo un retroceso de la reforma universitaria impulsada por Yrigoyen, resultando severamente atenuada. Durante su gobierno se sancionaron algunas leyes tendientes a regular y combatir los precios abusivos existentes por parte de la industria frigorífica operada por capitales extranjeros; sin embargo, terminaron siendo anuladas por el propio Alvear al no resultar eficaces. En materia de política internacional, se firmaron varios acuerdos de límites con los países vecinos de Chile y Bolivia. Durante su gobierno, tuvo auge la irrupción de la radiofonía argentina, cuyas primeras emisiones de prueba tuvieron lugar a finales del mandato de su predecesor Hipólito Yrigoyen. Sin embargo, a diferencia de este último, Alvear haría uso y aprovechamiento de este incipiente medio de comunicación, como así también de los novedosos sistemas de grabación y registro audiofónico, lo que finalmente permitió tener al día de hoy registros grabados de su voz, siendo en este caso el presidente argentino más antiguo en conocérsele su registro de voz.
Casi al terminar su gestión presidencial, el partido se dividió en dos facciones, de las cuales los antipersonalistas estaban más identificados con el alvearismo que con el yrigoyenismo. Pese a las presiones de sus ministros, Alvear no aceptó intervenir en la provincia de Buenos Aires para que la facción antipersonalista ganara las elecciones de 1928, lo que provocó la renuncia de algunos de sus ministros. Los «personalistas» criticaban a Alvear porque, a diferencia con Yrigoyen, no realizó reformas a fondo, como podría haber sido la nacionalización del petróleo. Fue siempre un acérrimo detractor de los regímenes totalitarios de Italia, Alemania y la Unión Soviética, y apoyó al bando aliado en ambas guerras mundiales.
Al dejar la presidencia se radicó en Francia. Volvió al país pocos años después para reunificar su partido e intentar acceder a la presidencia por segunda vez en 1931, pero se le fue prohibida su candidatura por parte del régimen militar de José Félix Uriburu. Alvear, junto a otros correligionarios radicales, fue perseguido, apresado o tuvo que exiliarse en reiteradas ocasiones por el régimen represivo de la década infame, por lo que conoció el presidio en la isla Martín García. Estuvo al mando del comité de la UCR a lo largo de toda la década de 1930 hasta su muerte en 1942, intentando combatir al régimen conservador. Tuvo cierta participación por el caso del escándalo de la CHADE, cuando esta empresa de capitales extranjeros se comprometió a costear los gastos de la campaña radical, en promesa de que el radicalismo aprobase por veinte años su concesión del servicio eléctrico. Volvió a ser candidato por la presidencia en 1937, pero perdió como consecuencia del llamado "fraude patriótico", orquestado por una facción integrada por los conservadores en el poder junto a radicales antipersonalistas; una línea de jóvenes radicales que integraban FORJA se agruparon en oposición a la conducción alvearista de entonces, acusándola de transigir con respecto a los comicios fraudulentos. Poco después de esa elección Alvear desaparecería lentamente de la vida pública hasta su fallecimiento.

## Biografía

### Familia Alvear

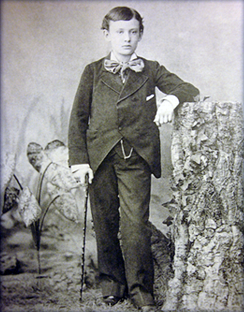
Una toma de Marcelo durante su niñez.

Máximo Marcelo Torcuato de Alvear, nacido en Buenos Aires el 4 de octubre de 1868, descendía de una acaudalada familia de origen español y de gran trayectoria política: su bisabuelo Diego de Alvear y Ponce de León, español, nacido el 13 de noviembre de 1749, participó en la fijación de límites con el Brasil y llegó a ser brigadier general de la Real Armada Española en 1770. En 1804, cuando se encontraba regresando a España, buques ingleses atacaron su barco, de resultas de lo cual fallecieron todos los miembros de su familia, excepto él y su hijo Carlos María.
Su abuelo Carlos María de Alvear llegó a ser director supremo de las Provincias Unidas del Río de la Plata y comandante del Ejército nacional en la guerra del Brasil. Casado con una andaluza, tuvo diez hijos, de los cuales el quinto fue el padre de Marcelo, Torcuato de Alvear, nacido en Montevideo en 1822, que fue el primer intendente de la ciudad de Buenos Aires.
En 1854, Torcuato de Alvear había contraído matrimonio con María Elvira Dolores Pacheco, hija del general Ángel Pacheco, con la que tuvo siete hijos, de los cuales tres fallecieron en plena infancia. Los hijos supervivientes tuvieron el nombre de Carmen, Ángel, Carlos y Marcelo, respectivamente. Carlos Torcuato de Alvear fue, como su padre, intendente de Buenos Aires.

### Juventud

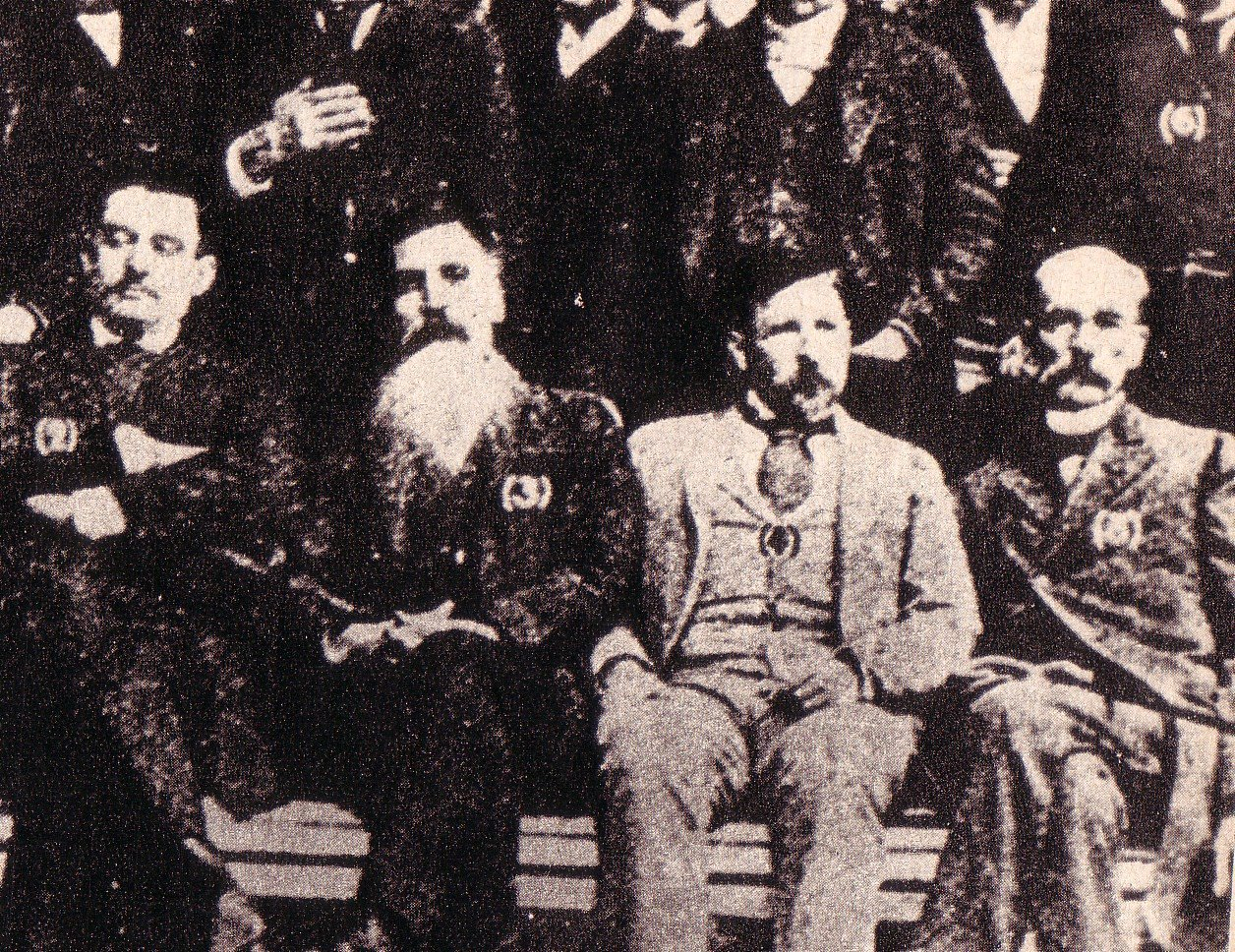
Sentados (de izquierda a derecha) Marcelo T. de Alvear, Leandro N. Alem, Francisco A. Barroetaveña y Juan Posse, año 1891.

La juventud de Alvear fue la típica de la de un joven de la aristocracia. Frecuentaba los distintos circuitos de la noche porteña, los cuales iban desde los respetables teatros del centro de la ciudad de Buenos Aires a lugares de encuentro de dudosa reputación.
Ingresó en el Colegio Nacional de Buenos Aires en el año 1879. Sus estudios fueron muy irregulares: terminó segundo y tercer año solo en 1881; dos años después, el cuarto y quinto, concluyendo sus estudios en 1885; sin embargo, había terminado el bachillerato en el Colegio Nacional de Rosario. En febrero de 1886 solicitó al doctor Manuel Obarrio, decano de la Facultad de Derecho de la Universidad de Buenos Aires, que lo matriculase como estudiante regular para estudiar Derecho. En ese mismo año fracasó en Introducción al Derecho, pero aprobó Derecho Internacional Público. Fue rindiendo las materias con regularidad, sin aplazos y con altas calificaciones, sobre todo en los cursos sobre derecho civil. Finalmente en 1891, apenas un año después del fallecimiento de su padre, obtuvo su diploma de abogado.
El joven Alvear, junto a sus compañeros de estudio y amigos —entre los cuales se encontraban los futuros políticos radicales José Luis Cantilo, Fernando Saguier y Tomás Le Breton—, integraron un grupo con cierta fama de alborotadores públicos. Algunos de esos altercados terminaron incluso con algunos de los integrantes de la banda en la cárcel.

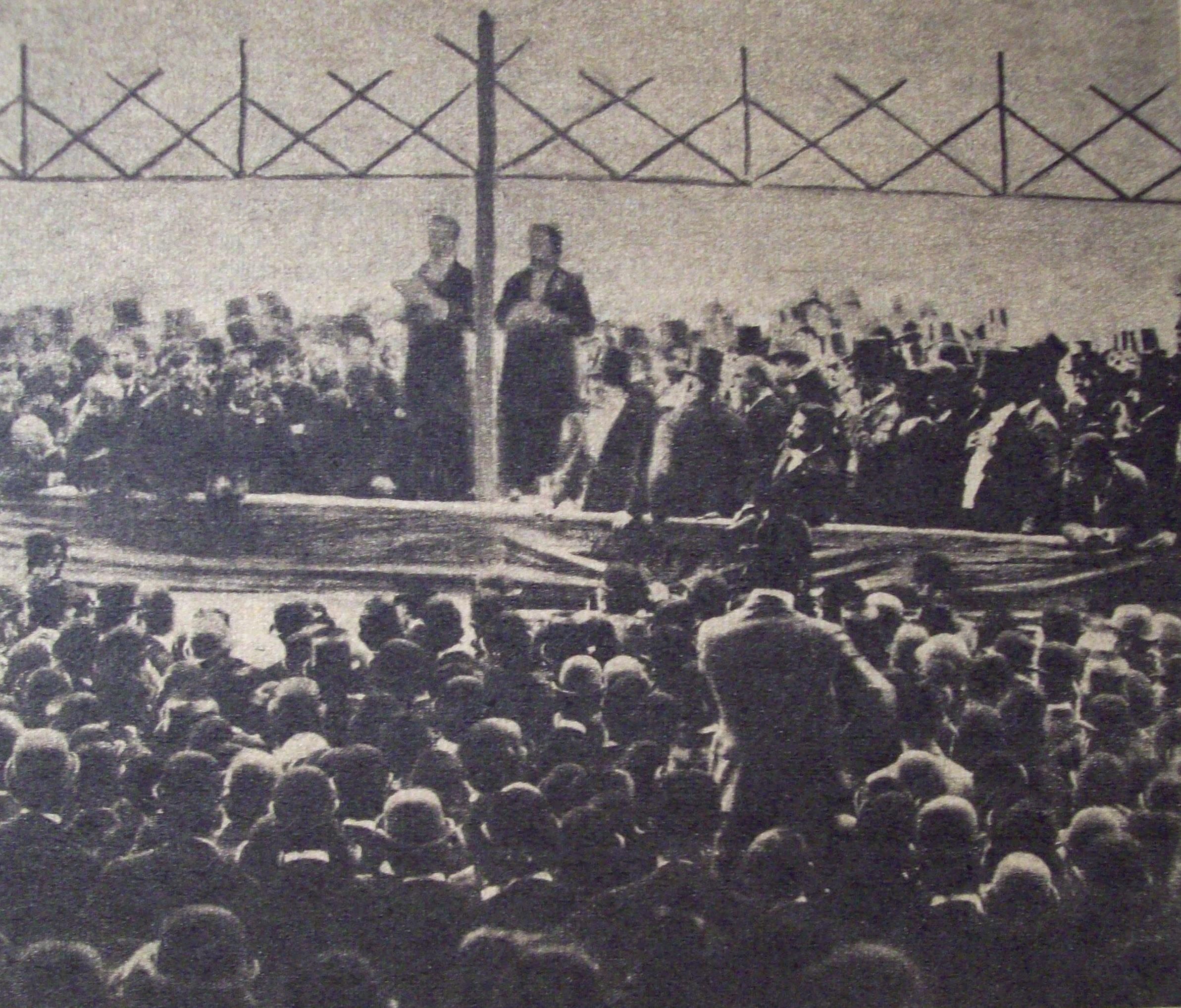
Alvear se encargó de organizar el meeting en el Jardín Florida el 1 de septiembre de 1889. La concurrida reunión ayudó a popularizar a Leandro N. Alem, y fue el lugar en donde se llegó a idear la Revolución del Parque.

A finales del siglo xix, muchos jóvenes como Alvear fueron partícipes de ejercicios bélicos ante un eventual conflicto armado con Chile por diferentes interpretaciones del Tratado de 1881 que establecía los límites territoriales con Chile, lo que además produjo una carrera armamentística entre ambos países, aunque el conflicto nunca sucedería. En su breve paso por el ejército llegó al grado de teniente coronel. Además, entre 1896 y 1897 llegó a comandar el 4.º Regimiento de Infantería dotado de ochocientos soldados y dividido entre el 1.º y 2.º batallón bajo las órdenes del teniente coronel Tiscornia, con el que tomó parte en las maniobras militares de Curú Malal, cerca de Pigüé.

### Carrera política

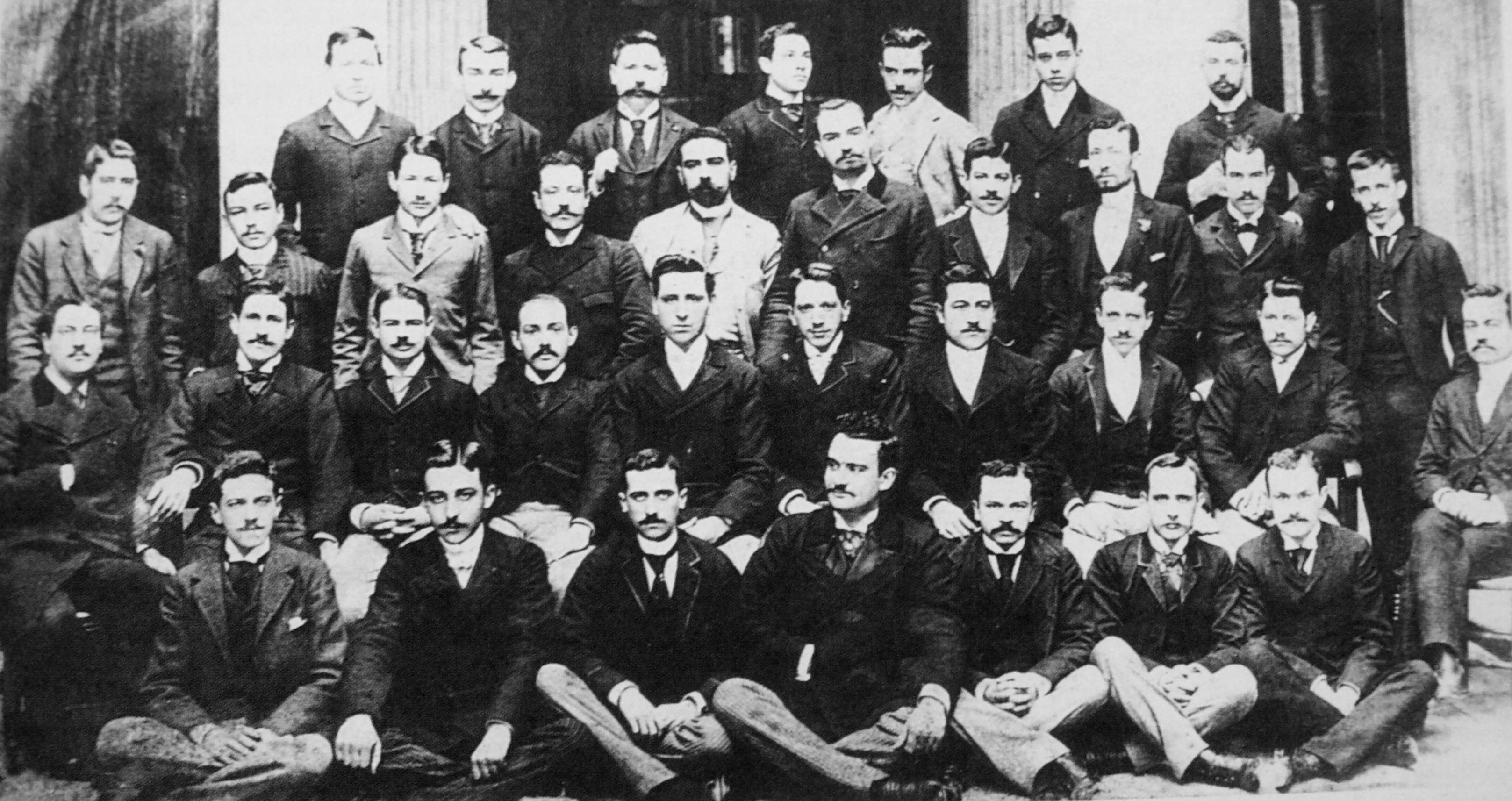
Cuerpo de abogados graduados en 1891. Entre ellos están: Marcelo T. de Alvear (fila sentada de abajo, cuarto desde la izquierda), Tomás Le Breton y Leopoldo Melo.

Alvear tuvo una destacada actuación al organizar con éxito el meeting en el Jardín Florida el 1 de septiembre de 1889, reunión que ayudó a popularizar entre la juventud porteña a Leandro N. Alem, quien se encontraba retirado de la vida política desde los años 1880. En esta reunión también se ideó la Revolución del Parque. Alvear se encargó de la organización del evento, el cual tuvo gran concurrencia. Inmediatamente después de la reunión en el Jardín Florida Alvear, comenzó a trabajar como secretario de Alem, y lo acompañó también tras la fundación en 1890 de la Unión Cívica. A su vez fue vocal y luego presidente del Club del Socorro, miembro de la Comisión Directiva de la Unión Cívica y secretario de su Comité Nacional. No existen muchos registros de la actuación de Alvear en la Revolución del Parque, ya que este actuó de forma anónima.

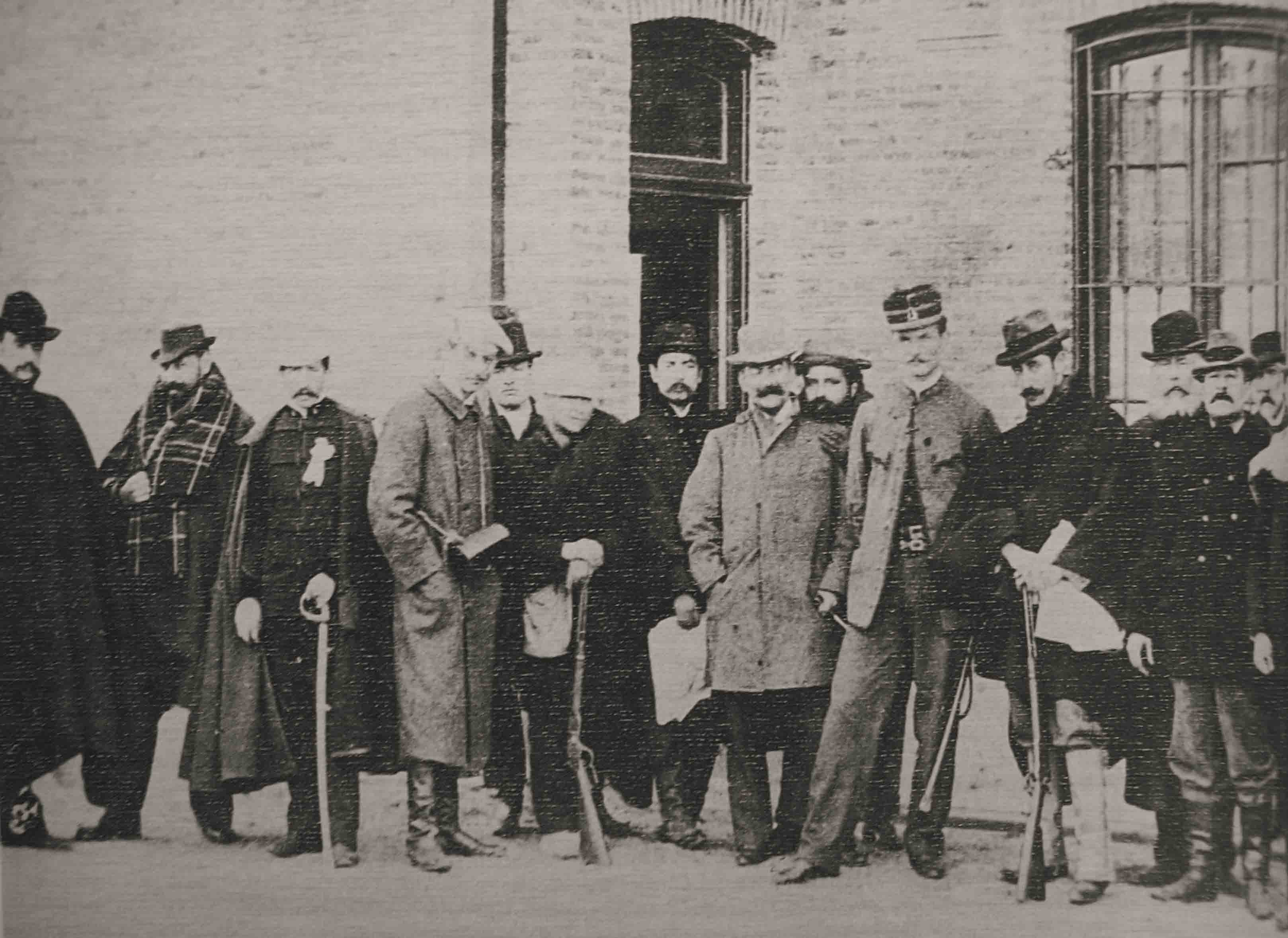
Miembros de la Revolución del Parque (izquierda a derecha): Marcelo T. de Alvear, José Crotto, Enrique Pérez, Luis Basail, Tomás Valleé y Mariano de la Riestra.

Este levantamiento cívico militar produjo la renuncia del presidente Miguel Juárez Celman, reemplazado por el vicepresidente Carlos Pellegrini. Fue en vísperas de esta revolución cuando Aristóbulo del Valle propuso como jefe de policía para la ciudad de Buenos Aires a un pariente de Alem, Hipólito Yrigoyen, quien había sido comisario. Esto puso a Yrigoyen en contacto con varias personalidades del civismo como Alvear, Le Breton, Apellániz y Senillosa. Alvear e Yrigoyen se siguieron viendo en el Café de París y en reuniones de comités. Yrigoyen siempre conservaría un especial aprecio por Alvear, incluso en los últimos años de su vida, aun cuando años atrás ambos dirigentes radicales estuvieron enfrentados. Alvear comenzó a organizar comités, participó en revoluciones, recorrió el interior del país para realizar giras, y planificó reuniones y acciones de propaganda. Este tipo de vida política no era excepcional para un joven con su origen social. Los firmantes de los sucesivos encuentros de 1889 y de los años inmediatamente posteriores fueron también miembros de familias más tradicionales, quienes se empezaban a lanzar a la acción política. Luego de la Revolución del Parque decidió asistir al curso que daba el crítico literario Ferdinand Brunetière en la Universidad de París, ya que el joven consideró que su cultura era escasa.
A mediados del año 1891 se produjo la división de la Unión Cívica, entre los partidarios de Leandro N. Alem y los de Bartolomé Mitre; Alvear —cuyo padre había sido autonomista— eligió quedarse del lado de Alem, y fue uno de los firmantes del manifiesto de 2 de julio de ese año, acta fundacional de la Unión Cívica Radical. Ese mismo año, Alvear acompañó al caudillo radical en una gira por el interior del país para lanzar la fórmula Bernardo de Irigoyen-Juan M. Garro. Era la primera vez que Alvear salía de Buenos Aires, y el joven aristócrata vivió el delirio popular de la gente en los actos políticos, como también las amenazas de agresiones hacia los dirigentes radicales. Fue en Jujuy donde trabó amistad con Remigio Lupo y Delfor del Valle. La gira terminó cuando el 2 de abril de 1892 la policía detuvo a todos los dirigentes radicales presentes. Alvear fue apresado por primera vez en su vida: primero fue confinado en la corbeta La Argentina, después lo trasladaron a la cañonera Paraná, junto a Juan Posse, Julio Arraga y Celindo Castro. Una vez que fueron trasladados al pontón Rossetti, donde se encontraban apresados todos los dirigentes radicales, incluyendo a Alem, los presos fueron deportados a Montevideo. El 27 de mayo regresó al país.

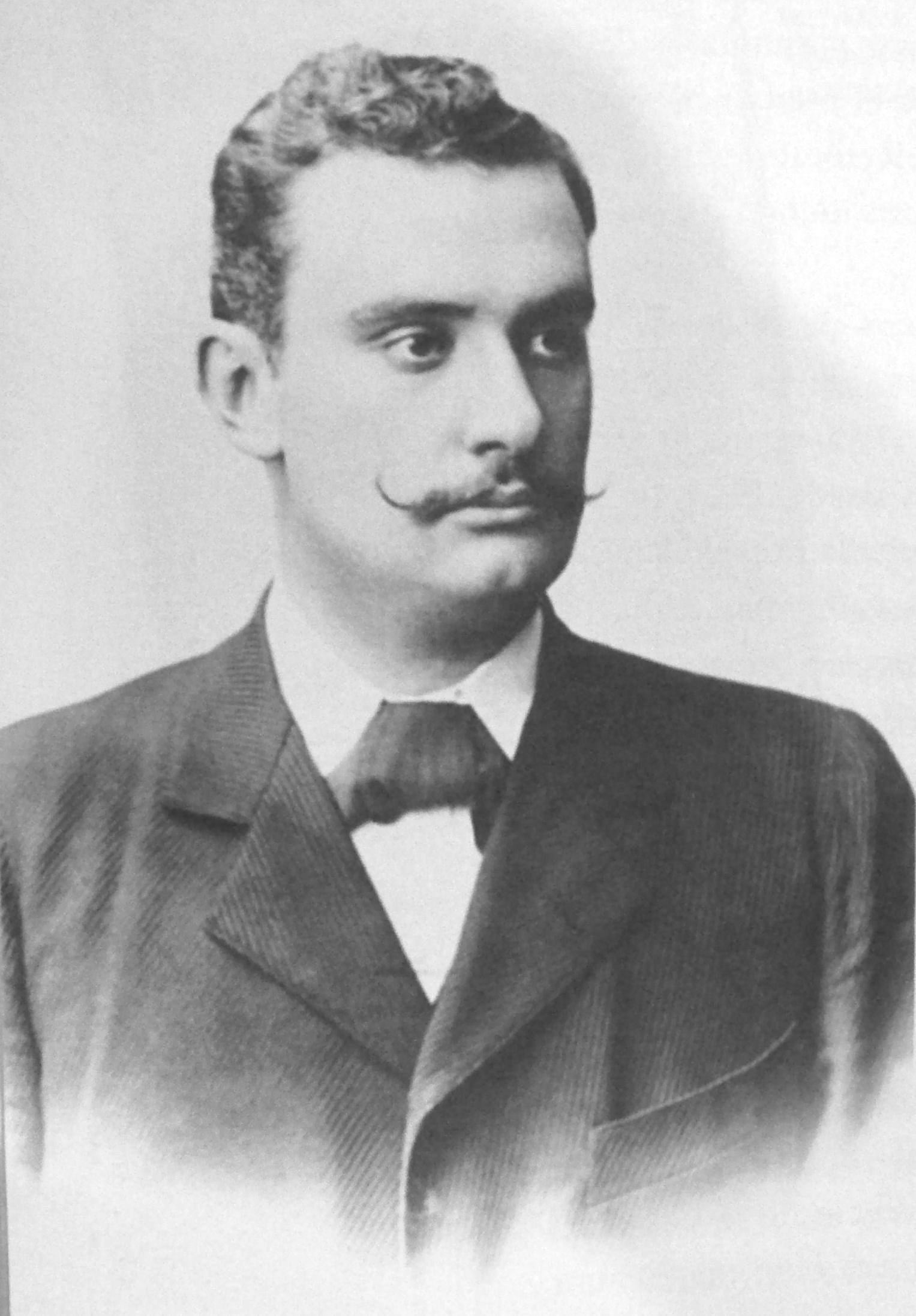
Marcelo Torcuato de Alvear, circa 1890.

En las elecciones de gobernador de Buenos Aires que se desarrollaron en 1892, el Comité de la provincia de Buenos Aires le había encomendado la dirección del partido en Chacabuco. En seguida, Alvear comprobó que existía un "arreglo" entre el comisario y el caudillo conservador. El dirigente radical se dirigió a la comisaría, y, según cuenta Félix Luna en Alvear, se dio el siguiente diálogo:

— No le haga caso, comisario...
Pero el joven delegado [Alvear] se hace respetar. Se quita su chalina de vicuña y golpea con ella el rostro del insolente.
— ¡Fuera de acá...! ¡Fuera de acá...! —repite, rojo de ira, llevándolo hacia la puerta, mientras la mano izquierda, en el bolsillo del saco, se cierra firmemente sobre un innegable revólver.

— Calma, doctor... Tranquilícese, doctor... —es lo único que atina a decir el comisario, mientras Marcelo echa a ponchazos y empujones al entrometido.
Y cuentan las crónicas locales que esa vez en Chacabuco, no hubo fraude...
Félix Luna.

Durante la tarde del 30 de julio de 1893 un emisario le informó al joven Alvear, que se encontraba en el palco del Teatro Lírico, que en media hora debía partir para participar de la revolución radical. Se retiró en horas de la noche y, con la ayuda de Aurelio Bagú como guía, junto a otros jóvenes, tomaron la comisaría de Temperley. Tres días después llegó Hipólito Yrigoyen con 1500 hombres, luego de sublevar todo el centro de la provincia de Buenos Aires. Yrigoyen, junto a cuatro mil hombres, ingresaron a la ciudad, donde fueron ovacionados por sus habitantes. El 4 de agosto el jefe de la rebelión creó varios batallones para defender su asentamiento en Temperley. El 7 del citado mes se reunió en Lomas de Zamora el Comité de la provincia para elegir al gobernador provisorio, designando para el cargo a Juan Carlos Belgrano, quien nombró a Alvear ministro de Obras Públicas. Este gobierno provisorio duraría solo nueve días. Cuando el gobierno mandó tropas para intervenir, Belgrano no opuso resistencia y entregó el poder al interventor Eduardo Olivera.

El 1 de julio de 1896 se suicidó Leandro N. Alem. Alvear, colaborador cercano de Alem, diría al respecto unas décadas después:

Leandro Alem fue el tribuno que con su temperamento romántico concibió esta gran fuerza y se entregó a ella enteramente. El destino lo quebró en un momento de amargura, tal vez dudando de que la obra a la que entregaba su vida pudiera realizarse: ¡triste destino! Por eso su memoria tiene contornos trágicos de emoción profunda para todos los radicales.
Alvear, 1937.

En un momento de 1897, Lisandro de la Torre retó a un duelo de esgrima a Hipólito Yrigoyen. Alvear se vio abocado a la tarea de —en el lapso de unos pocos días— enseñarle algunos aspectos básicos de esgrima a Yrigoyen, puesto que este desconocía aquella disciplina. El duelo se produjo el día 6 de septiembre. Yrigoyen salió victorioso y le produjo varios cortes en la cara a De la Torre.

### Regina y sus años en Francia

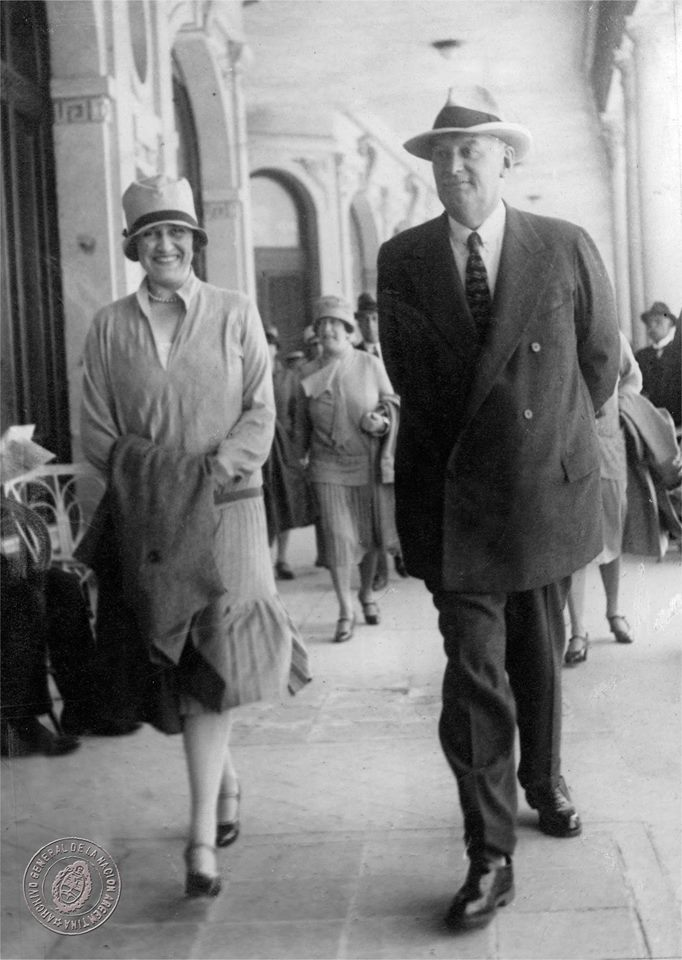
Regina Pacini, fundadora de la Casa del Teatro, en compañía de su esposo el presidente Marcelo T. de Alvear, Mar del Plata, 1925.

En 1898, Alvear conoció a la soprano portuguesa Regina Pacini, su futura esposa, cuando ella estaba dando una temporada en Buenos Aires, en el Teatro Municipal General San Martín. Sin embargo, un primer intento de cortejarla no tuvo éxito. Así, Alvear partió hacia Europa en el más prolongado viaje de los numerosos que había realizado, decidido a ir tras la soprano portuguesa, llegando incluso a seguirla por toda Europa, pues la «persecución» duraría ocho años. En aquella época no estaba bien visto que un aristócrata se casara con una artista. Ángel de Alvear —hermano de Marcelo— le pidió a Tomás Le Breton que hiciese recapacitar a su hermano de casarse con «una cantante». Existió cierta hostilidad por parte de la alta sociedad porteña hacia Regina. Sería, paradójicamente, el general Julio Argentino Roca quien ayudó a disipar ese ambiente, nombrando al futuro matrimonio «invitados de honor» en una recepción en su hogar.
Finalmente se casaron a las siete de la mañana de un sábado 29 de abril de 1907 en la iglesia lisboeta de Nuestra Señora de la Encarnación. Luego de casarse, Alvear vivió varios años en París, en donde siguió manteniendo contacto con Hipólito Yrigoyen y otros miembros de la Unión Cívica Radical como Leopoldo Melo, Vicente Gallo, Fernando Saguier y Tomás Le Breton.
El matrimonio se radicó en la finca llamada Coeur Volant —un regalo de bodas que Alvear le había hecho a su esposa Regina— situada en Louveciennes, al oeste de París, adonde se mudaron también varios familiares del terrateniente. Desde aquel momento, gracias a la herencia millonaria que poseía Alvear, el matrimonio vivió sin ocupación conocida. Regina, nacida en la rúa de Loreto de la ciudad de Lisboa y de ascendencia italiana y andaluza, habría de tener en el futuro un papel cultural destacado durante la presidencia de su esposo de Argentina. Alvear había heredado tierras en General Pacheco y San Isidro: tres estancias, ganado y una importante suma monetaria. Hasta llegar a dedicarse a la política, vivió de estos bienes, los cuales se fueron vendiendo poco a poco. El matrimonio no tuvo hijos.

### Diputado y embajador

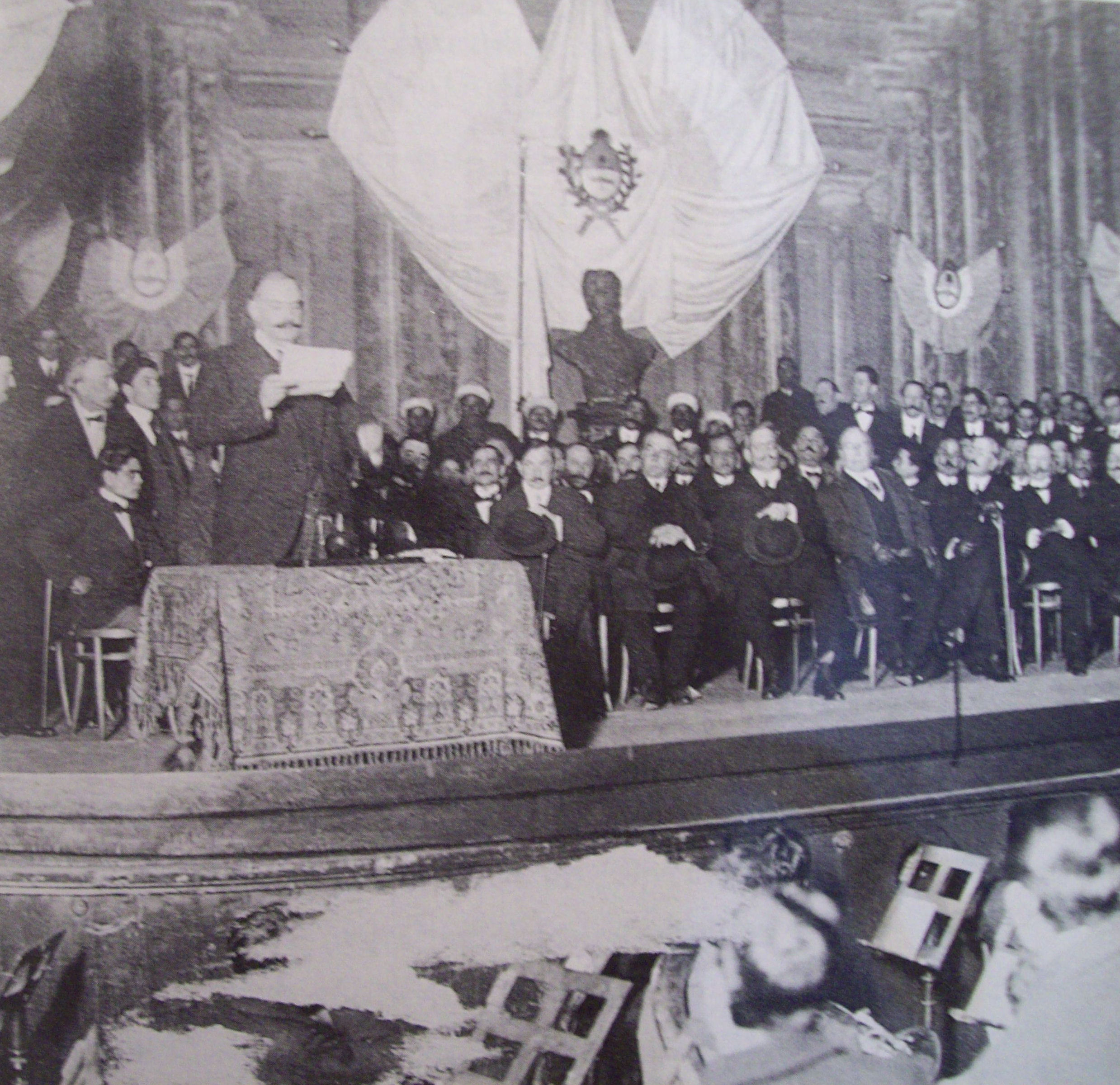
Alvear dando un discurso en el Teatro Argentino cuando ejerció como diputado (1915).

En 1912 se sancionó la ley Sáenz Peña, de voto universal, secreto y obligatorio —un reclamo de larga data del radicalismo— y fue aplicada en los comicios para renovar diputados, de modo que la UCR decidió levantar su tradicional abstencionismo. El radicalismo ganó en la provincia de Santa Fe y en la ciudad de Buenos Aires. En el listado de candidatos a diputados se encontraba en tercer lugar Alvear, que ganó la banca para el periodo de 1912 a 1916, a pesar de que en ese momento estaba residiendo en París y no había participado de la campaña. Al regresar al país fue nombrado presidente del Jockey Club.
Durante su periodo como diputado presentó proyectos para la reglamentación del código civil, debatió sobre la organización del ejército, apoyó la iniciativa de hogares de bajo costo (conocida como ley Cafferatta n.º 9677) impulsada por Juan Félix Cafferata, y la de responsabilidades e indemnizaciones por accidentes de trabajo (ley n.º 9688). También apoyó, junto a los diputados Carlos Saavedra Lamas, Julio Argentino Pascual Roca, Lisandro de la Torre y José Félix Uriburu, una ley para crear un cuerpo de Gendarmería que protegiera las fronteras argentinas, aunque el proyecto finalmente no habría de prosperar. Durante su periodo como legislador tuvo cruces con la oposición por ingresar tarde al recinto parlamentario.
Las primeras elecciones presidenciales con la nueva ley de voto secreto se llevaron a cabo en 1916. La Unión Cívica Radical ganó por amplio margen bajo la fórmula Yrigoyen-Martínez. El nuevo presidente le propuso en privado el cargo de ministro de Guerra, pero Alvear lo rechazó. Entonces le ofreció ser embajador en Francia, cargo que aceptó y conservó hasta 1922. Durante el lustro que duró la Primera Guerra Mundial, Alvear cumplió misiones para ayudar a los aliados en París, donando junto a su esposa Regina Pacini un hospital de guerra y un banco de sangre, donde Pacini se encargaba de atender a los heridos. Los fondos para ello fueron conseguidos gracias a los contactos que tenía Alvear. Por ejemplo, cuando el militar francés Joseph Joffre le sugirió al embajador argentino instalar un pabellón argentino en la ciudad universitaria de París, Alvear consiguió costear la obra gracias a las contribuciones de Otto Bemberg. También ayudó en las gestiones para la venta de cosechas a los aliados durante la Gran Guerra. Aquí aparecieron las primeras diferencias entre Alvear e Yrigoyen: cuando este último sostenía que Argentina debía mantener una posición neutral, Alvear se mostraba a favor de que el país se declarase al bando de la Triple Entente.

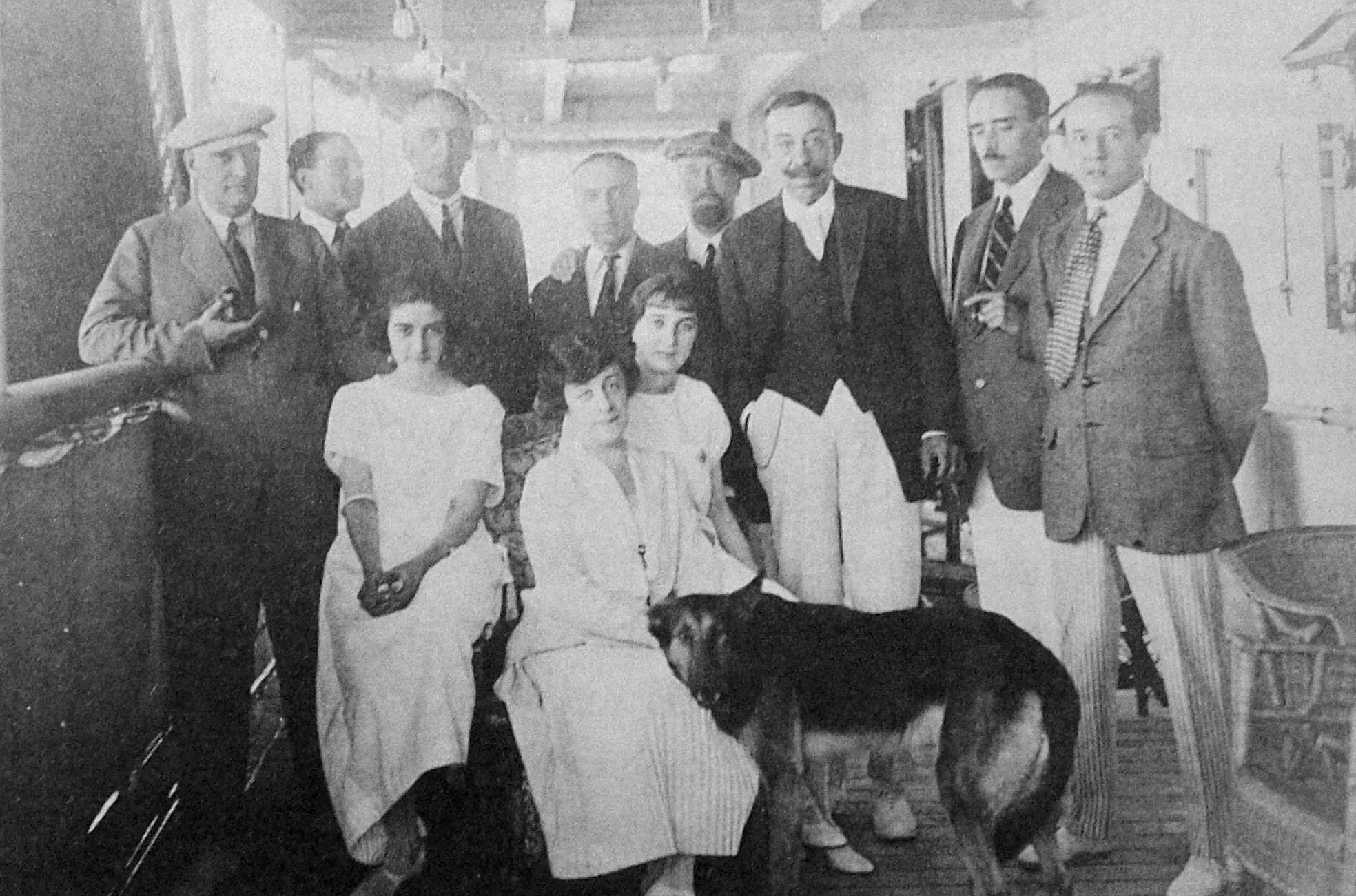
El presidente electo Marcelo T. de Alvear con su esposa Regina Pacini, en el barco que lo trajo de vuelta a la Argentina, circa septiembre de 1922.

El 20 de enero de 1920, poco tiempo después de que se firmara el tratado de Versailles, Georges Clemenceau —presidente del Consejo Supremo de la Sociedad de Naciones— le envió un telegrama al presidente Hipólito Yrigoyen, en el que invitaba a la Argentina a participar del Pacto de la Sociedad de las Naciones. Así, el poder ejecutivo nombró a la delegación integrada por Honorio Pueyrredón, Marcelo T. de Alvear, Felipe Pérez, Roberto Levillier y Daniel Antokoletz. Las instrucciones básicas que mandó el presidente argentino eran que en el futuro no se debería discriminar entre naciones beligerantes y neutrales para los Estados que formasen parte de esta Sociedad, y que Argentina no apoyaría la guerra de conquista, por lo que repudiaría cualquier apropiación de territorio, además de respetarse la libertad de mares y el principio de la autodeterminación de los pueblos, entre otros puntos.
Cuando Pueyrredón planteó estos puntos a sus compañeros en París, hubo discrepancias. Al llegar el momento en donde la comisión argentina debía plasmar sus planteos, Pérez y Alvear se negaron a que se propugnase la admisión a todos los países de la Liga. Pueyrredón intentó defender la posición de Yrigoyen pero, influenciado por sus compañeros, pensó que la Sociedad quizás terminara aceptando a los países derrotados sin necesidad de insistir. A los tres días llegó un telegrama de Buenos Aires escrito por Yrigoyen, en donde se decía que de seguir con esa postura, la comisión debía dar por terminada su misión. Alvear respondió con un telegrama ratificando su posición, pero esta vez no obtuvo respuesta. Al otro día, Pérez y Alvear emitieron otro telegrama en el que expusieron de nuevo el conjunto de sus discrepancias, pero tampoco obtuvieron contestación. La delegación partió de Ginebra el 6 de diciembre del citado año. Por este episodio Alvear estuvo a punto de dejar su cargo, pero Yrigoyen le mandó un telegrama que le hizo cambiar de idea.
En uno de los telegramas que envío el presidente Yrigoyen decía: "Hay que ser radical en todo y hasta el fin, levantando el espíritu sobre el medio y el ambiente, cualquiera que estos sean, teniendo muy presente siempre que la Argentina... no debe identificarse sino con proposiciones perdurables de la esencialidad determinante del Congreso". Aunque el mensaje estaba dirigido para Pueyrredón, tácitamente su destinatario era Alvear.

Yrigoyen: — Se imaginará cómo me impresionan sus divergencias, que me son tanto más sensibles cuanto una de mis confortaciones consiste en la identidad de nuestras consagraciones públicas. Usted conoce, por la delicadeza infinita de la amistad que nos une, todo el alcance de mis designios [...]
Asistimos a una irradiación de sentimientos patrios que vibran entusiastas de un extremo a otro de la República en resonancia de júbilo tal que lamento que usted no se encuentre aquí para experimentarla con nosotros.
Alvear: — Cualesquiera que sean las divergencias que en esta oportunidad hayan existido y que consisten más en la forma que en el fondo mismo de la cuestión, puedo dar al presidente y al amigo la seguridad de que lo encontrará siempre con todo entusiasmo sin ninguna reserva y exento de preocupaciones personales, completamente decidido a cooperar con él como lo he hecho en toda mi vida política, sin incertidumbre ni desfallecimientos, a la prosperidad y a la grandeza de nuestra patria.
Telegramas entre Yrigoyen y Alvear, 1919.

En 1920 comenzaron las gestiones para la creación del Comité Pro-Juegos Olímpicos de Amberes precedida por Alvear, y bajo la vicepresidencia de César Viale, y con la secretaría de Eugenio Pini. El 12 de enero del citado año, la comitiva solicitó al Congreso un subsidio para paliar los gastos del viaje. El Senado trató el proyecto, pero no prosperó, y por ello Argentina no pudo participar de los Juegos de Amberes.

### Elecciones presidenciales de 1922

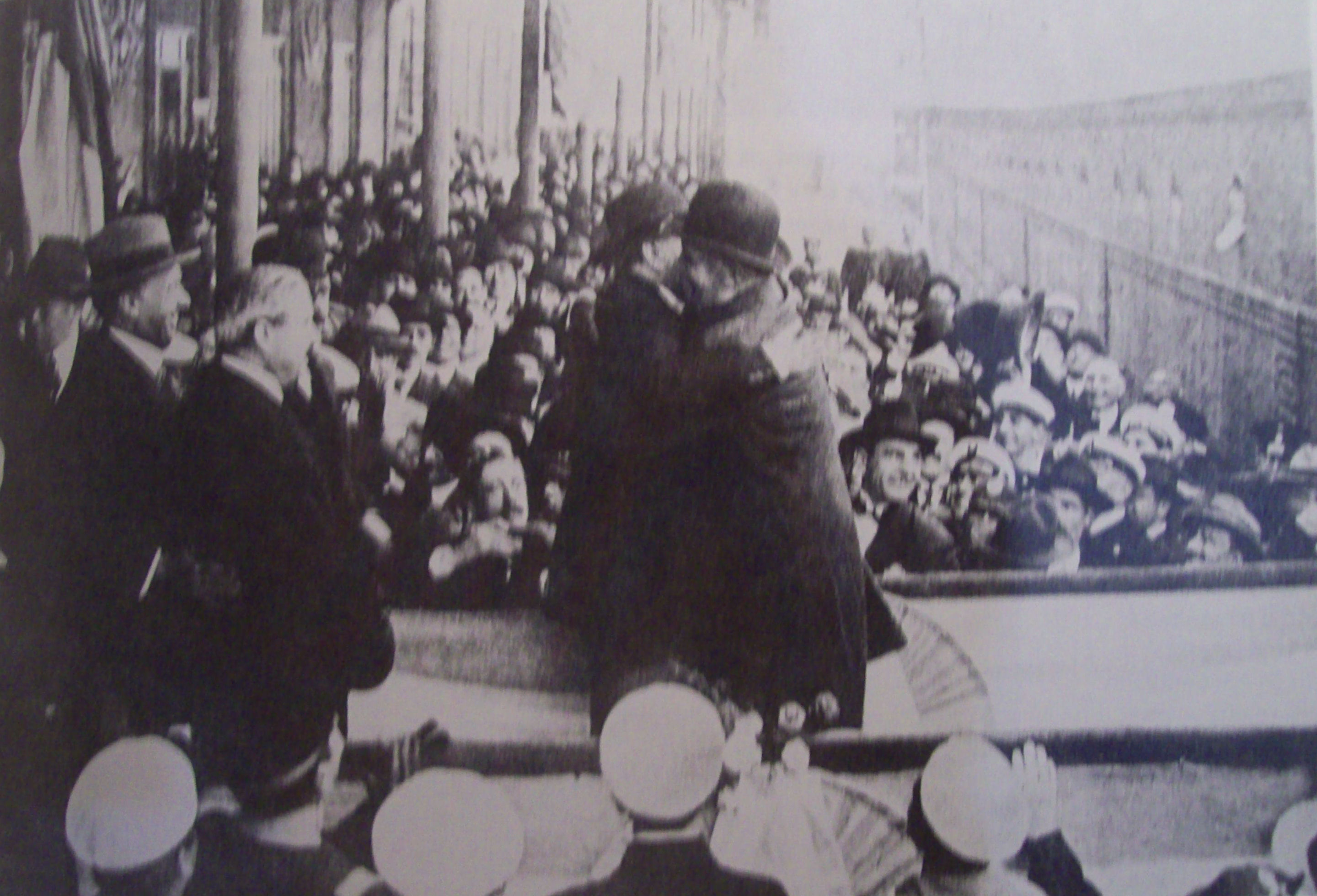
Yrigoyen y Alvear se abrazan en el puente del barco que trajo a este último de Francia.

Tras el primer gobierno radical de Hipólito Yrigoyen, se planteaba el problema de la sucesión presidencial. Ante las disputas en el seno del partido, en marzo de 1922 la Convención Nacional de la UCR, pese al episodio de la comisión en Ginebra que ventiló el hecho de las diferencias ideológicas, Yrigoyen resolvió dar apoyo a Alvear, en ese momento embajador en Francia, y miembro de la facción más conservadora de la UCR, de origen social patricio y terrateniente, y con pocos vínculos con la base popular del partido. La Convención Nacional lo eligió candidato en marzo de 1922 por 139 votos contra 33 (que reunieron diversos candidatos). La fórmula Alvear-González triunfó sobre el binomio Piñero-Núñez en las elecciones del 2 de abril de 1922, imponiéndose en todos los distritos a excepción de Corrientes, Salta y San Juan, con lo que posibilitó a Alvear acceder a la presidencia con el 47,5% de los votos, o sea 419.172 votos. El 12 de junio, 235 electores radicales sobre 88 opositores consagraron como presidente de la nación a Alvear, que aún residía en Francia.
En el viaje de regreso de Francia a Argentina a bordo del buque francés Massilia, Alvear visitó varios países europeos e hizo escalas en Río de Janeiro (Brasil) y Uruguay, aceptando invitaciones en su carácter de presidente electo. En septiembre retornó finalmente a la Argentina; a su llegada fue recibido por su predecesor, con quien se abrazó en la cubierta del barco que lo traía de regreso.

## Presidencia

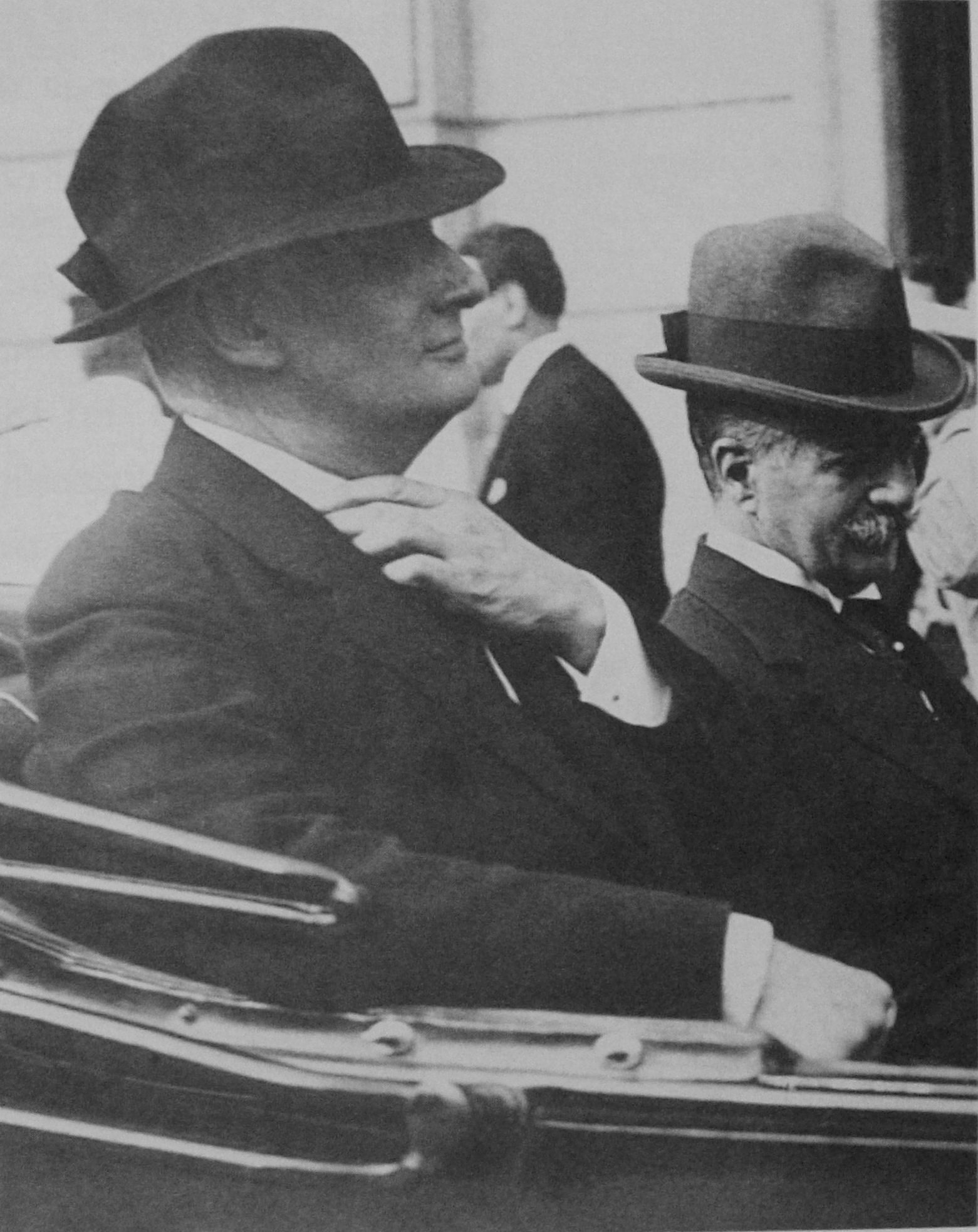
Alvear haciendo una escala en Río de Janeiro, en su viaje de regreso a la Argentina.

Marcelo Torcuato de Alvear asumió la presidencia de Argentina el 12 de octubre de 1922. Durante su mandato alquiló el palacio Fernández Anchorena, donde instaló la residencia presidencial.
La presentación de su gabinete provocó una mala impresión entre muchos radicales, ya que casi ninguno de los ministros era partidario del expresidente Yrigoyen, aunque en la mayoría de los casos se trató de personalidades de reconocida capacidad intelectual. Por este motivo comenzó el distanciamiento entre Alvear e Yrigoyen. Ciertos nombramientos de ministros resultaron sorpresivos, como fue el caso del almirante Manuel Domecq García, ferviente represor de las manifestaciones en huelga durante el gobierno de Yrigoyen, como así también el nombramiento del general Agustín Justo.
La radio argentina trasmitió la ceremonia del traspaso del mando, y por primera vez en la historia de la Argentina se escuchó la voz de un presidente por radio. Su oratoria fue una excepción al paradigma «amigo-enemigo» presente en los discursos políticos de 1916 a 1986.
El domingo siguiente a la asunción, Alvear visitó el Jockey Club. Habían pasado seis años desde que un presidente no asistía allí, pues Yrigoyen se rehusaba a hacerlo. El gabinete de Alvear asistió en pleno a una interpelación en la Cámara de Diputados, cuando los ministros no concurrían por lo menos desde 1919. El 1 de mayo de 1923 Alvear leyó el discurso presidencial. A las 20:00 h, Alvear tomó su auto y manejó hasta el barrio de Constitución a casa de Yrigoyen, quien lo invitó a cenar.
La expansión económica que experimentó la Argentina durante el periodo conocido como república radical sigue siendo hasta hoy en día el ciclo de mayor crecimiento económico en la historia argentina, sólo superado por la gestión posterior del gobierno de Arturo Illia. Alvear continuó la política de su antecesor de intervenir federalmente a las provincias opositoras; durante su mandato dispuso diez intervenciones federales, sobre un total de 14 provincias existentes en 1920, intervino siete por decreto, y tres por ley entre ellas: Tucumán (1923), Mendoza (1924), San Juan (1925), dos veces a Santiago del Estero (1924 y 1928), La Rioja (1924 y 1925), Jujuy (1923), Catamarca (1928) y Salta (1928).

### Política económica
Su periodo de gobierno comenzó justo cuando terminaba la crisis mundial de la posguerra, lo cual permitió mejorar la economía y las finanzas sin mayores contratiempos. La economía argentina alcanzó durante su gobierno la situación más próspera que jamás haya tenido en su historia: el PIB por habitante para 1928 alcanzó el sexto puesto entre los más altos del mundo, y la renta aumentó en casi 100 000 000 pesos oro. Además, durante tres años el intercambio comercial había sido positivo. Estas condiciones se dieron fundamentalmente gracias al favorable frente externo: la reactivación posterior a la Primera Guerra Mundial produjo que los países europeos compraran las cosechas argentinas. Por ello, el gobierno de Alvear se centró en las políticas agroexportadoras, sobre todo en carnes y cereales. Hubo un gran crecimiento en las áreas sembradas con cereales, especialmente en la pampa húmeda. Para 1925, Argentina cubría el 72 % de la exportación mundial de lino, el 66 % del maíz, el 50 % de la carne, el 32 % de la avena y el 20 % del trigo y harina. También aumentaron exponencialmente aquellos cultivos industriales como el algodón, que pasó de 2000 hectáreas en 1914, a 122 000 en 1930. Además, creció el área sembrada de yerba mate, maní, arroz, vid, caña de azúcar y tabaco. Por otro lado, el gasto público total ascendió del 8,5 % en 1920, al 13 % en 1929, con lo que el déficit de la administración nacional llegó a superar el 4 % del producto bruto. Pese a los favorables indicadores económicos, su gestión despertó críticas entre los yrigoyenistas, quienes pensaban que Alvear no seguía el legado de Yrigoyen, al no intentar restituir aquellas tierras fiscales ocupadas al Estado nacional, o al no nacionalizar el petróleo. El 23 de diciembre de 1925 entró en funcionamiento la gran refinería fiscal ubicada en La Plata. El coronel Enrique Mosconi fue seleccionado Director de la empresa, y durante los ocho años en que permaneció al frente, llevó la empresa estatal a un progreso y continuo desarrollo extraordinario. La deuda pública externa creció notoriamente en comparación a la gestión radical anterior; para 1928 había llegado a los 1 763 000 000 de pesos por imperativo de los empréstitos estadounidenses contraídos durante el lustro alvearista. En 1923 se sancionó la ley que obligaba poner el rotulo de industria Argentina a todas las manufacturas de fabricación nacional.
El ministro de Hacienda Rafael Herrera Vegas presentó un proyecto de ley para promover la producción industrial local, mediante la subida de un 25 % de todos los aranceles aduaneros. El proyecto logró ser aprobado, aunque no estuvo exento de la oposición de legisladores liberales. El ministro había intentado sin éxito elaborar una ley para crear un impuesto sobre la renta de carácter provisorio. Tras la renuncia de Herrera Vegas lo sucedió Víctor M. Molina, quien también fracasó en un nuevo intento de poner el impuesto a la renta. No obstante, llevó adelante una política librecambista, abiertamente liberal. Este giro político sería una de las causas de la división de la Unión Cívica Radical entre yrigoyenistas y antipersonalistas. En 1927 Molina decidió reabrir la caja de conversión que había estado cerrada desde 1914. La caja se había beneficiado con aportes de oro en lingotes y monedas que fueron llevando hasta el 80 % la reserva aurífera, que según la Ley debía respaldar el dinero circulante en una proporción del 44 %. Pero ante la remota posibilidad de una corrida bancaria, Molina envió un telegrama a la Banca Morgan en Estados Unidos para consultar con que crédito podía contar la Argentina en caso de necesitar reforzar sus reservas, la respuesta de la banca fue: unlimited, el hijo de Molina ha dicho que cuando el ministro le enseñó la respuesta al Presidente, ambos se confundieron en un abrazo y lagrimearon.

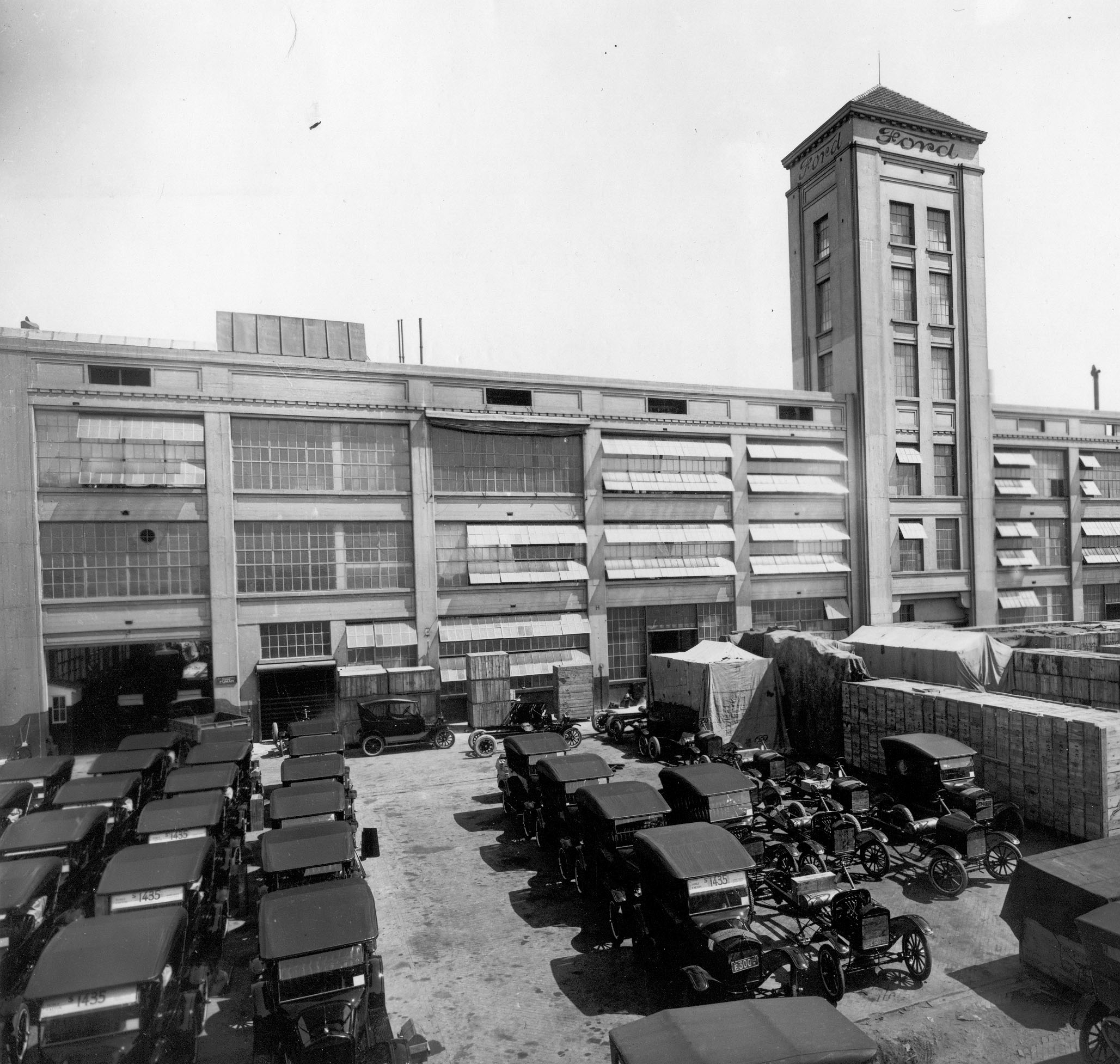
Planta de producción de Ford en Argentina.

El ministro de Agricultura Tomás Le Breton dio un gran impulso a la investigación científica aplicada a la producción agraria. Fue especialmente importante la contratación de especialistas extranjeros como Thomas Bregger y William Backhouse para el mejoramiento genético del trigo y el maíz en Pergamino. Asimismo fue decisiva su acción para promover el cultivo del algodón en el Chaco.
Además del crecimiento en el agro, también se propagó —aunque en menor medida— el desarrollo industrial, instalándose en 1922 la primera planta de producción automotriz Ford de Latinoamérica, con una inversión de 240 000 dólares para su construcción. Tan solo un año después, la estatal YPF instaló el primer surtidor de nafta, en la esquina de Bartolomé Mitre y Rosales, en la ciudad de Buenos Aires. En 1925 salió a la venta el popular Ford T; a los dos años la producción llegó a las 100 000 unidades. En 1923 Hampton y Watson alquilaron un galpón en la calle Garay, y al año siguiente comenzaron a producirse las primeras unidades del automóvil Doble Phaeton de la General Motors Argentina. Durante la gestión de Alvear fue muy notable el crecimiento del parque automotor, tanto por la fabricación de los automotores como por su importación: en 1920 había en Argentina 48 000 automotores, un promedio de 187 habitantes por automotor; para 1930 había aumentado a 435 822 unidades, a un promedio de 27,6 habitantes por automotor. Ejemplo del crecimiento automotriz fue la producción de Ford: la empresa logró vender en sus primeros nueve meses 6663 unidades.
A partir del año 1925 se registró un grandísimo aumento en las inversiones extranjeras provenientes de los Estados Unidos, realizadas a través de las empresas relacionadas con la industria frigorífica, con las organizaciones de distribución y producción de energía, y de bienes de consumo. Esta «invasión» repentina de capitales estadounidenses provocó una competencia con los capitales provenientes del Reino Unido. Aquella rivalidad se vio reflejada en áreas tales como los transportes, ya que los productos automotores exportados de Estados Unidos competían con los ferrocarriles ingleses. Pero también se agudizó la competencia con empresas frigoríficas vinculadas con estos dos países. Estos conflictos llevaron al deterioro de las relaciones con los ingleses.
En el tiempo en que Alvear asumió la presidencia, existía en el país una crisis en el sector ganadero, ya que las carnes congeladas que producía Argentina no servían para una economía de guerra, de modo que en años anteriores las exportaciones de carne congelada habían mermado. Los criadores que tenían ganado en exceso tuvieron que vender sus animales a precios bajos, por lo que se vieron obligados a pedir en 1921 protección por parte del gobierno argentino hacia los manejos de los trusts de la carne. Ante ello, el gobierno sancionó en 1923 las leyes n.º 11.226, n.º 11.227 y n.º 11.228: la primera establecía un régimen de control del comercio de carnes; la segunda fijaba los precios mínimos y máximos para la venta; y la tercera instauró un régimen de control para las transacciones comerciales de ganado vacuno para evitar los vales, comunes en el interior. Se creó así un frigorífico estatal, años más tarde bautizado con el nombre de Lisandro de la Torre. Se procuró evitar las especulaciones, y establecer formas de comercialización y control asegurando con ello el abastecimiento a precios razonables.

### Política social y educativa

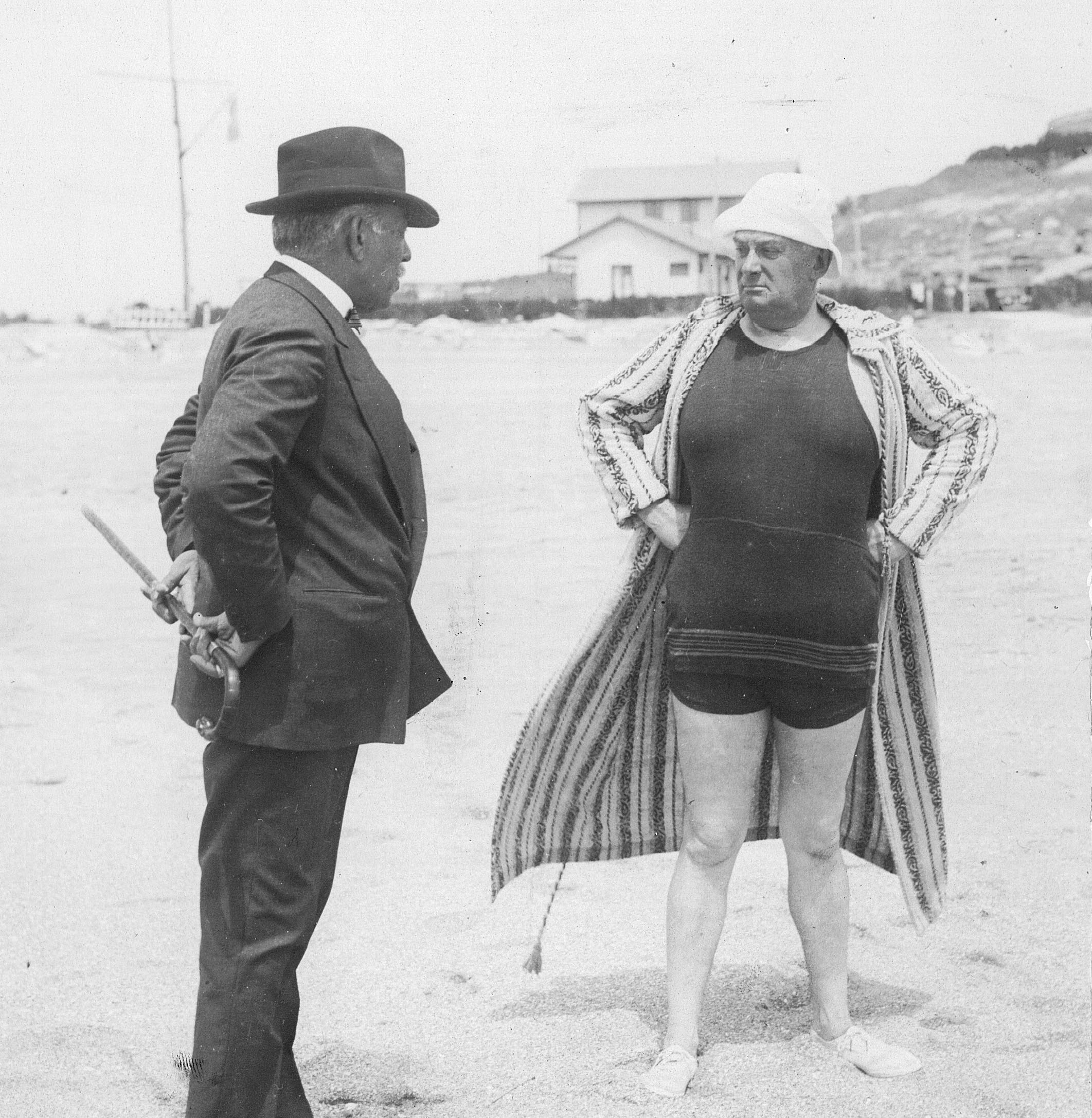
Las vacaciones de Alvear (derecha) en Mar del Plata en 1927 con su ministro de guerra Agustín Pedro Justo (izquierda). La foto de la revista Caras y caretas decía: «Alvear contempla el mar. Como un griego antiguo, gusta de la vida plena al aire libre».

Si bien hubo menos conflictos y apuros en comparación al gobierno anterior, durante los seis años de Alvear se declararon 519 huelgas, también ocurrió la masacre de Napalpí, perpetrada por policías del Chaco y milicias civiles, donde se produjo la matanza de 200 indígenas de las etnias qom y mocoví a manos de la policía chaqueña y grupos de estancieros, acaecida el 19 de julio de 1924 en la Colonia Aborigen Napalpí.
El gobierno adoptó varias medidas de previsión social, como la sanción de la ley n.º 11.289 en 1923, que creaba varias cajas de previsión social; aunque significó un avance hacia la jubilación universal y obligatoria, la Unión Industrial conseguiría anularla más tarde en 1926, argumentando que sería muy costoso mantenerla. El movimiento obrero también se quejó de ella, ya que no querían que se descontara de sus salarios el 5% correspondiente a los aportes obreros. La ley n.º 11.317, sancionada en 1924, reglamentó el trabajo de mujeres y menores en la Capital Federal y en los territorios nacionales; Pablo Troncoso destacó que el artículo 23 de dicha ley facultaba a las sociedades gremiales a denunciar y acusar criminalmente cualquier infracción a sus disposiciones.
La ley que declaraba feriado el Primero de Mayo, enviada al Congreso por el Poder Ejecutivo en 1924, no recibió sanción legislativa en 1926. El texto decía que era «deber de los poderes públicos propender a que fuese ese día sereno y auspicioso, de solidaridad social y paz espiritual», bajo la forma de Día del Trabajo reconocido por el Estado. Tal fecha enlazaba la conmemoración obrera con la fecha de sanción de la Constitución de 1853. En 1926 una comisión encabezada por el socialista Mario Bravo logró elaborar y sancionar la ley n.º 11.388, llamada Régimen Legal de las Sociedades Cooperativas, cuyo segundo artículo expresaba los principios de asociación libre y voluntaria, fomento de la educación y eludir privilegios para sus fundadores. Casi paralelamente se promulgó la ley n.º 11.380, llamada de «fomento cooperativo», que autorizaba al Banco de la Nación Argentina como al Hipotecario a gestionar créditos a las entidades cooperativas, además de liberar a estas sociedades de aquellos impuestos nacionales de papel sellado, como también del valor de los edificios e instalaciones, y de patentes. Las dos normas significaron un apoyo para el desarrollo de las cooperativas agrarias.
También se sancionaron leyes previsionales como la jubilación para los bancarios (ley n.º 11.232) y maestros primarios (ley n.º 11.312); la ya mencionada ley n.º 11.289, que creaba la Caja de Previsión Social para jubilaciones a empleados y obreros; la ley n.º 11.275, de identificación de mercancías de industria argentina; con la ley n.º 11.278 se reglamentó el pago de sueldos en moneda nacional, para evitar el uso de vales de cambio; gracias a la ley n.º 11.287 se estableció el impuesto a la herencia que produjo una mayor redistribución, y sirvió para reforzar la educación popular. En el año 1924 se aumentó la jubilación de los maestros, ya que la anterior se consideró muy baja. Se reguló el cierre de los comercios a las 20:00 h. Sin embargo, el gobierno prácticamente atenuó el proceso de la reforma universitaria, cuando intervino las Universidades de La Plata y del Litoral, además de sancionar un estatuto antirreformista para la Universidad de Buenos Aires.
Durante su presidencia, y con motivo de la finalización de la guerra, se reactivó el flujo inmigratorio hacia la Argentina. Desde 1924 a 1929 entraron al país 2 012 728 personas, de las cuales quedaron radicadas en el país 638 651.

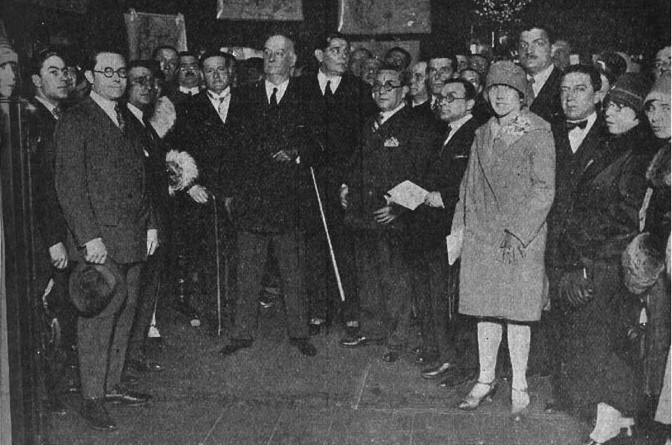
La primera Feria del Libro en Argentina tuvo lugar en Buenos Aires, en septiembre del año 1928. En la foto se encuentra Alvear con sus ministros Roberto Marcelino Ortiz y José Tamborini, recorriendo en el día de la inauguración.

La crisis en la industria azucarera tucumana desembocó en una huelga por parte de los cañeros —amparados por la Federación Agraria Argentina— a la que se sumaron los obreros de los ingenios, que además incluyó el asalto a trenes de carga, cañaverales e instalaciones industriales. Al año siguiente, Alvear intervino a través de un laudo, que estableció un precio promedio de venta de la caña al ingenio, e instituyó un organismo provincial para resolver los conflictos de allí en adelante; a esto se lo conoció como el «laudo Alvear». El resultado fue apreciado como abiertamente favorable para los cañeros. Durante sus giras políticas en la década de 1930, tomaría esta política como ejemplo de justicia social. En 1924 fue sancionada una ley que extendía la jubilación a amplios sectores de trabajadores, pero Alvear la vetó, hecho que provocó grandes huelgas y protestas obreras. En abril de ese año la Unión Sindical Argentina (USA), organizó una huelga general, pero como no había sido apoyada por los anarquistas ni por los socialistas, la huelga se canceló.
Con el radicalismo dividido, el sector yrigoyenista logró triunfar en los distritos más importantes en las elecciones de diputados nacionales de 1926, pero el gobierno logró mantener su iniciativa, y el Congreso pudo sancionar con éxito varias leyes. Entre ellas se encontraban: la ley n.º 11.338, que prohibía el trabajo nocturno en las panaderías; la ley n.º 11.357 de reconocimiento de los derechos civiles de las mujeres; la que dejaba sin efecto la reglamentación sobre jubilaciones (expresada anteriormente); la que regulaba la actividad de las sociedades cooperativas; la que destinaba una importante suma para renovar el armamento naval; y la que disponía un nuevo enrolamiento general y el Registro Electoral. Además, en 1924 surgió la reglamentación conocida como «profilaxis de la lepra», con la que se crearon colonias de leprosos en Formosa, Corrientes y Chaco, con la finalidad de atender a las personas que padecieran esta enfermedad, evitando así una epidemia.
El legislador radical Leopoldo Bard llevó a la Cámara de Diputados un proyecto de ideas similares a otras que habían sido presentadas en el pasado por el Partido Socialista en materia de derechos civiles para las mujeres. Se trató de una de las iniciativas más importantes llevadas a cabo con éxito, después haber intentado sancionar legislaciones similares durante décadas pasadas. En el primer artículo se declaró abolida la imposibilidad de la mujer casada de poder tener los mismos derechos civiles que su marido (aunque el sufragio femenino no llegase para ellas hasta 1952). Dos semanas después, los socialistas Juan B. Justo y Mario Bravo presentaron una iniciativa bajo el título de «Derechos civiles de la mujer soltera, divorciada o viuda». Al existir dos normas parecidas en circulación, el Congreso creó una Comisión Especial para estudiar ambas legislaciones y presentar un único texto. Así, durante la sesión del 14 de septiembre de 1926, el proyecto resultante de dicha comisión se convirtió en la ley n.º 11.357 conocida como «Ley de ampliación de los derechos de la mujer».

### Política internacional

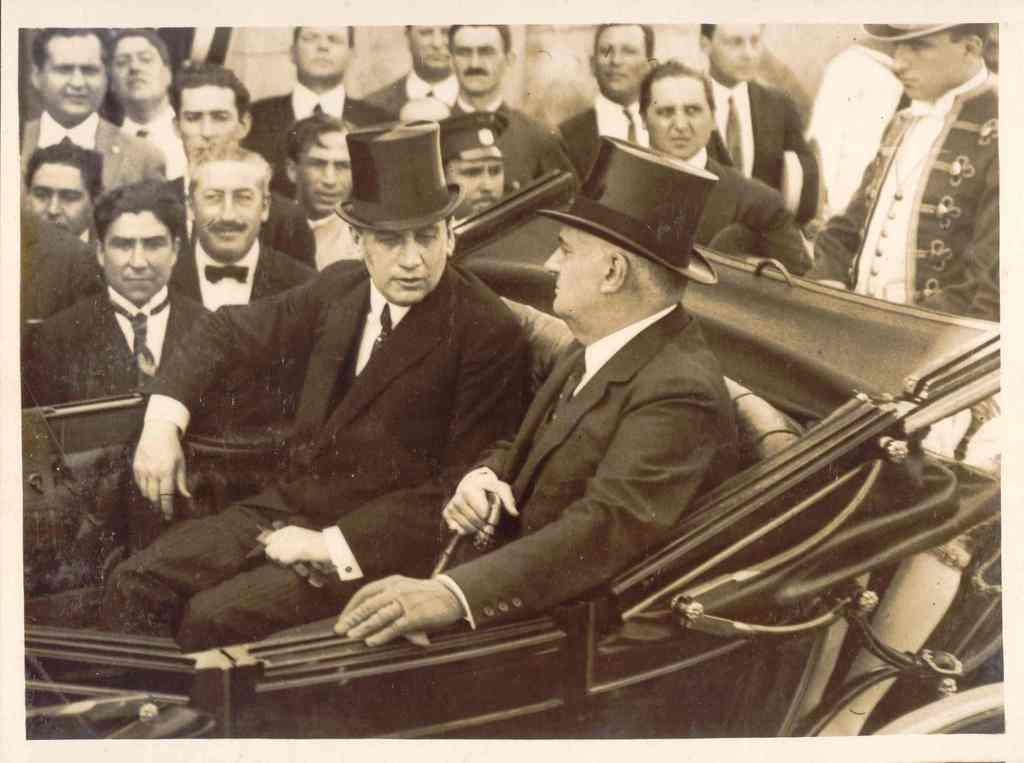
Alvear junto al presidente chileno Arturo Alessandri, 1925.

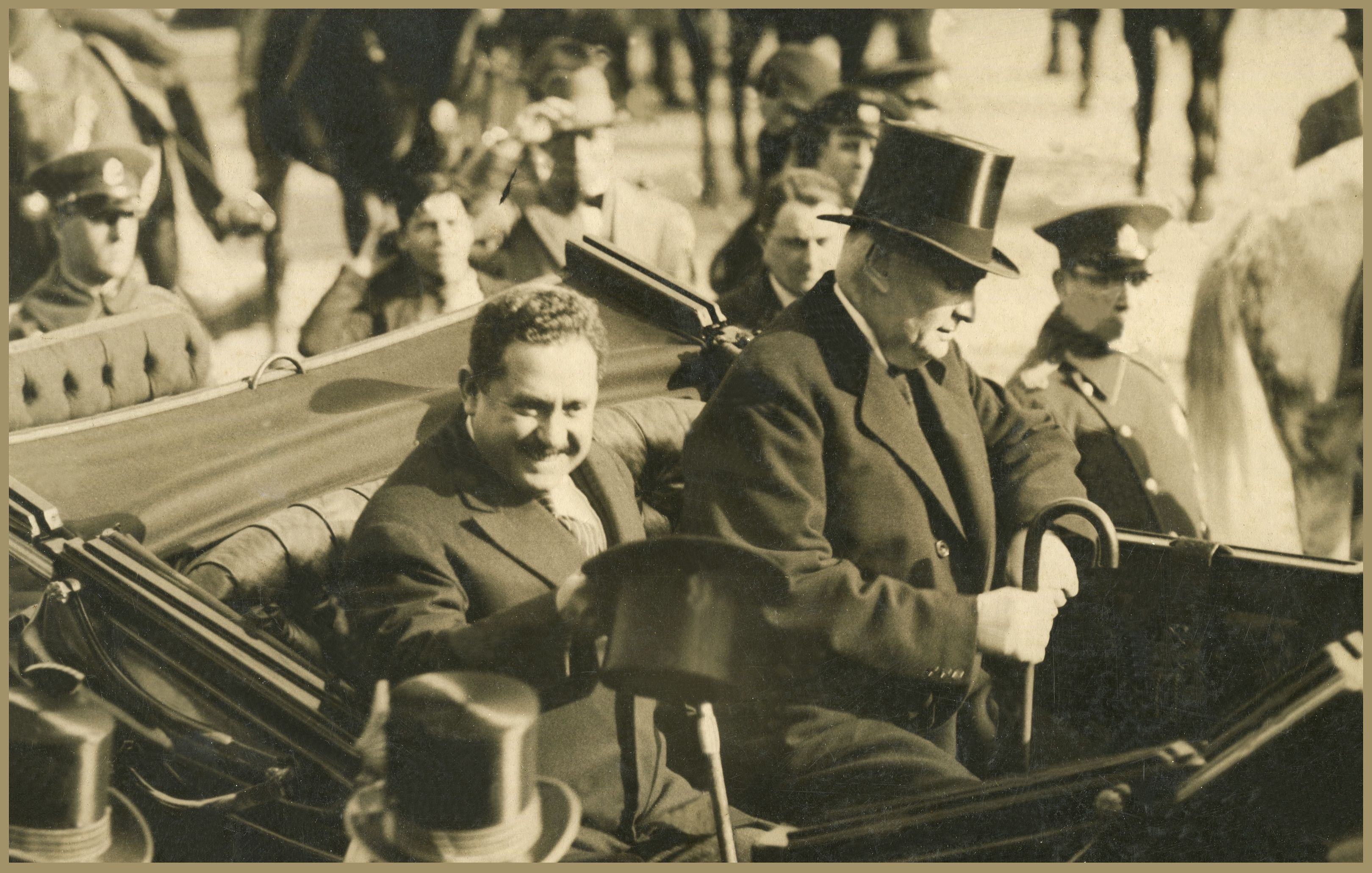
Alvear junto al presidente paraguayo José Patricio Guggiari, 1928.

Durante la gestión de Alvear se firmaron acuerdos fronterizos con Bolivia. Se intentó cancelar la deuda que tenía Paraguay con Argentina por la guerra de la Triple Alianza. También se intentó implementar un programa de limitación de tonelaje para los barcos de guerra junto a Chile.
El 30 de octubre de 1922 se firmó entre el embajador argentino Horacio Carrillo y el canciller boliviano Severo Fernández Alonso un acta en donde se acordó revisar el tratado de 1889 para modificar la frontera entre ambos países. En 1924 asumió Román Paz su cargo como nuevo canciller de Bolivia, por lo que se tuvo que acordar de nuevo la revisión del tratado entre la autoridad boliviana y Carrillo. Paz propuso que la ciudad de Los Toldos permaneciera en el dominio boliviano. Esta discusión duró todo el año 1924, hasta que se pudo llegar a un acuerdo con el nuevo canciller boliviano en el cargo, Eduardo Díez de Medina, quien no pretendía mayores cambios en el límite. El presidente de Bolivia aceptó modificar alguna línea limítrofe con tal de compensar a Argentina y sellar el acuerdo. El tratado Carrillo-Díez de Medina fue firmado el 9 de julio de 1925 y cedió la localidad de Yacuiba a Bolivia.
El Gobierno decidió a partir de 1922 rechazar la correspondencia postal telefónica y telegráfica desde y hacia las islas Malvinas con el fin de añadir presión concreta al reclamo diplomático sobre el archipiélago que estaba siendo ocupado por los ingleses. El gobierno de las islas intentó paliar la acción argentina mediante la contratación de vapores montevideanos, y la protesta británica no tardó en llegar. Buenos Aires respondió alegando que la medida no era oficial, sino que se trataba de iniciativas a título personal de los funcionarios. En todo caso, para marzo de 1928 se volvieron a restablecer plenamente las comunicaciones con las islas, después de haberse hecho la aclaración de que la reanudación del servicio de ninguna manera implicaba renunciar al derecho argentino de reclamarlas.
Así, y sin que se hiciera ninguna concesión con la reanudación de esas comunicaciones, Alvear prosiguió con su reclamo ante la Unión Postal Universal sobre las Islas Malvinas, las Orcadas del Sur y las Georgias del Sur como parte integral del territorio de la República:

(...) cumple a esta Cancillería manifestar que si bien es exacto que desde 1833 esas islas han estado bajo ocupación británica, no lo es menos que desde esa fecha y en diversas oportunidades el Gobierno Argentino ha protestado por dicha ocupación y por el acto originario que la determinó.

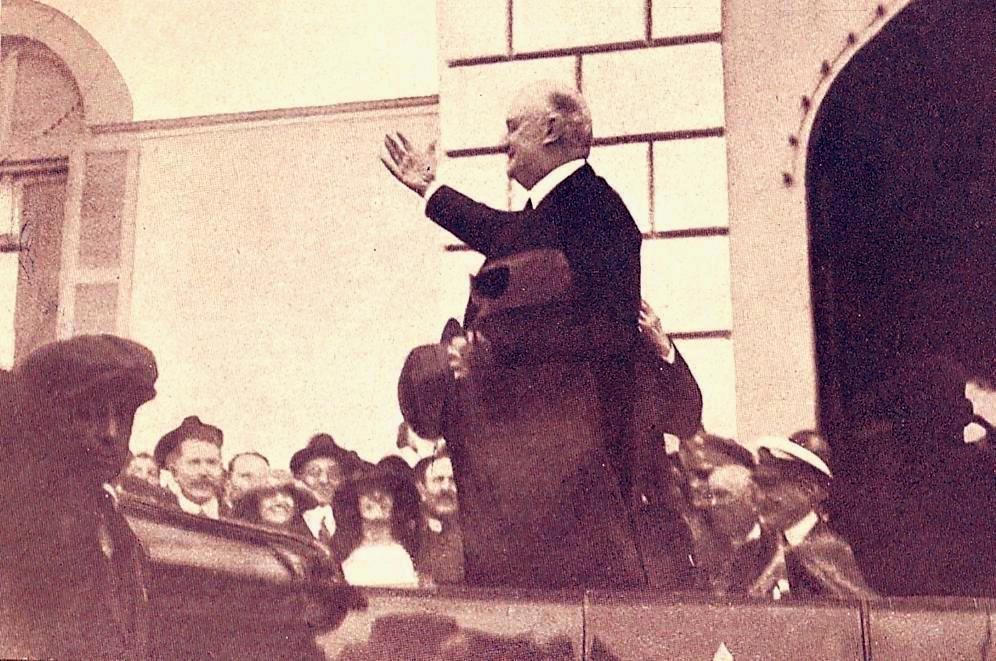
Alvear en 1923 en el histórico Colegio Nacional de Concepción del Uruguay.

En 1923 falleció el arzobispo de Buenos Aires, monseñor Mariano A. Espinosa. Para su reemplazo, el Senado eligió una terna, y de ella el presidente escogió a monseñor Miguel De Andrea para proponerlo al papa. El Vaticano —presionado por sectores católicos argentinos conservadores que consideraban a De Andrea como muy liberal y cercano a los sectores obreros— no lo aceptó, y Alvear insistió con su postulación. El conflicto se hizo público y la opinión se dividió entre los que apoyaban al presidente y De Andrea, y los que concordaban con la posición del Vaticano. El nuncio Giovanni Beda Cardinale anunció el nombramiento de Juan Agustín Boneo como administrador de la sede vacante del arzobispado, pero Alvear se opuso a la designación y la Corte Suprema de Justicia declaró la ilegalidad de ese nombramiento. El ministro de Relaciones Exteriores Ángel Gallardo, propuso como solución el retiro de la candidatura de monseñor De Andrea, la renuncia del nuncio Cardinale y la designación como sucesor de Espinosa del obispo José María Bottaro, un candidato aceptado tanto por Alvear como por el Vaticano.
Durante la V Conferencia Panamericana reunida en Santiago de Chile en 1923, el país anfitrión propuso a la Argentina limitar el armamentismo de ambos países. La delegación chilena aceptó una primera propuesta de los Estados Unidos del Brasil, que consistía en un límite de 80 000 toneladas para los barcos de guerra, pero Argentina la rechazó y respondió con una contrapropuesta de 55 000 toneladas como tope para las naves bélicas. Esta nueva propuesta tampoco llegó a prosperar, y por ello las relaciones diplomáticas con Chile se enfriaron durante la corta administración del presidente chileno Emiliano Figueroa. Además, Chile se rearmó militarmente en 1926, como respuesta a lo propio que había hecho Argentina en 1924. Hubo otro intento chileno de desarme por parte del nuevo presidente, coronel Carlos Ibáñez del Campo, pero también fue rechazado por Argentina.

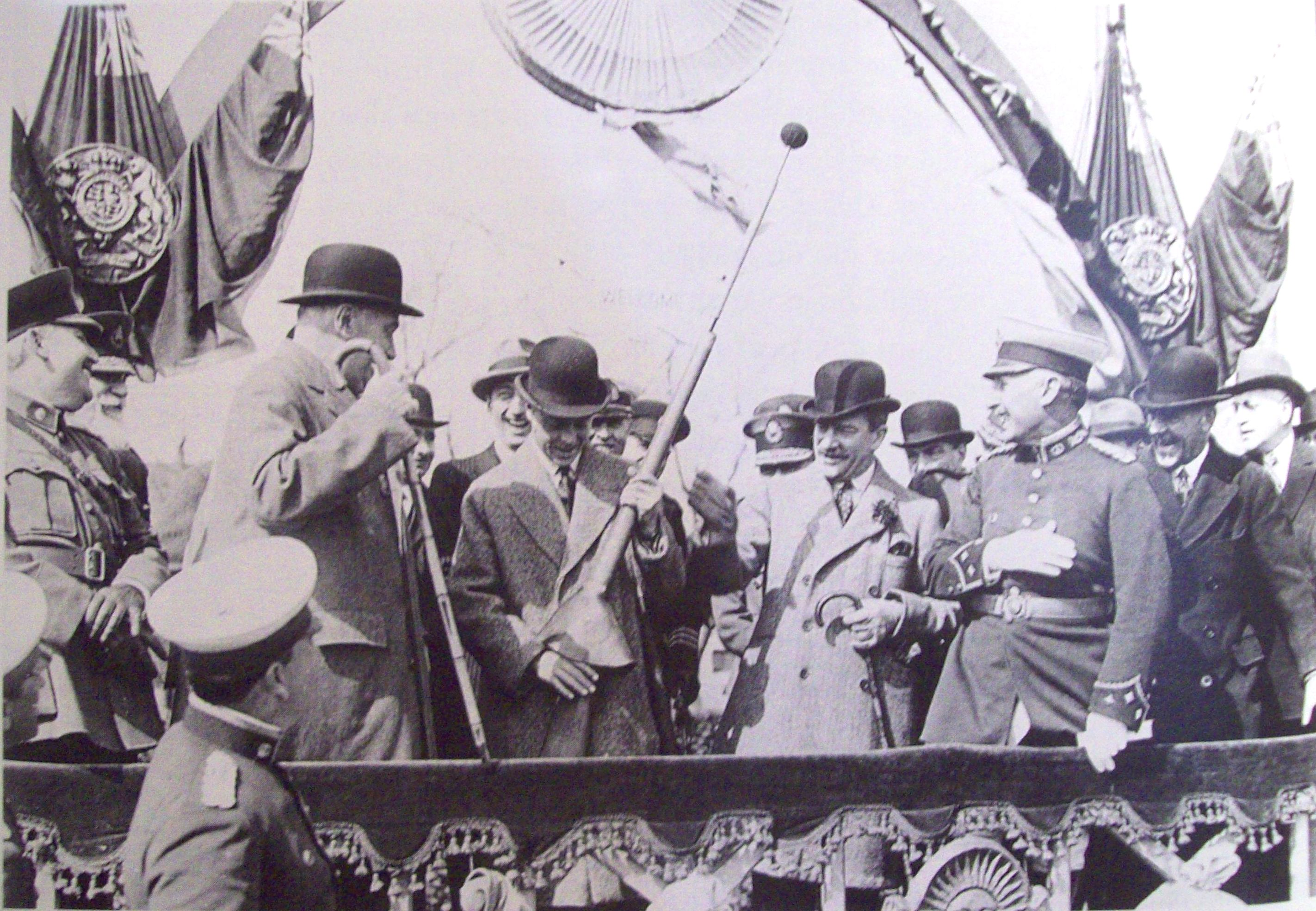
El presidente Alvear con el príncipe Eduardo de Windsor en Argentina.

Se enviaron al Congreso varios proyectos para eliminar la deuda pública que Paraguay tenía con Argentina, consecuencia de la guerra de la Triple Alianza. El primero, de 1922, no tuvo sanción; en 1925 se debatió el proyecto presentado por el diputado Guillermo Sullivan, y en 1928 el presentado por Leopoldo Bard, pero ninguno prosperó.

Escudo de Alvear como caballero de la Orden de Carlos III.

El 6 de agosto de 1924 se realizaron festejos y agasajos oficiales con motivo de la visita al país del príncipe heredero del trono de Italia, Humberto de Saboya. Alvear entregó condecoraciones al futuro rey y le invitó a asistir a un desfile de 25 000 niños de escuelas públicas argentinas en la plaza del Congreso.
Con motivo del Centenario de la batalla de Ayacucho, en 1924 el gobierno argentino envió a Perú una delegación integrada por el ministro de guerra, general Agustín P. Justo, junto a otras personalidades, entre las cuales se encontraba el poeta Leopoldo Lugones.
El 24 de marzo de 1925 llegaron a la Argentina —en el marco de una gira realizada también por Brasil y Uruguay— el científico Albert Einstein y su esposa Elsa para hospedarse en el país durante exactamente un mes. Fue un hecho destacable que Einstein viajase durante aquel periodo a la Argentina, ya que con su visita certificó el buen estado que el país atravesaba en ese momento. El científico, mundialmente conocido por su teoría de la relatividad, llegó a entrevistarse con el presidente argentino. Había llegado por una invitación de la Universidad de Buenos Aires y la Sociedad Hebraica Argentina, y durante su estadía brindó doce conferencias, la gran mayoría para explicar su nueva teoría.
Alvear se entrevistó en 1925 con el presidente de Chile Arturo Alessandri; y el 17 de agosto arribó a Argentina el príncipe de Gales, Eduardo de Windsor, heredero de la Corona británica. A raíz de la visita de este y del maharajá de Kapurthala, Alvear organizó una excursión a Huetel (en el partido de 25 de Mayo, provincia de Buenos Aires), a la estancia de Concepción Unzué de Casares (una suerte de palacio al estilo de la Francia de Luis XIII) en la pampa argentina, en donde escucharon cantar a Carlos Gardel. Las visitas del príncipe de Gales, el maharajá de Kapurthala y el príncipe Humberto de Saboya produjeron un sobrepaso en los gastos previstos para los acontecimientos, cuyo monto total fue alrededor de 500 000 pesos. El ministro Víctor Molina le comunicó al presidente que se habían pasado en el monto y propuso pasar el gasto a rentas generales, pero Alvear decidió hacerse cargo del pago del medio millón de pesos, para lo cual contó con el loteo y venta de parte de sus tierras heredadas en Don Torcuato.
El presidente intentó reincorporar al país a la Sociedad de las Naciones durante la VI Conferencia Panamericana acontecida en La Habana, pero no se llegó a aprobar en el Congreso el Pacto Constitutivo. Logró mediar ante un posible conflicto entre Paraguay y Bolivia, gracias a una reunión de delegados de ambas naciones llevada a cabo en Buenos Aires el 29 de septiembre de 1927. El 31 de agosto de 1928, el gobierno anunció que no reanudaría relaciones diplomáticas con Rusia, bajo el régimen de la Unión Soviética.

### Política petrolera

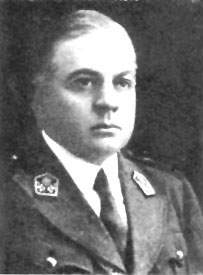
Alvear designó al militar e ingeniero Enrique Mosconi director general de Yacimientos Petrolíferos Fiscales (YPF).

Una de las primeras acciones del gobierno de Alvear fue nombrar al general Enrique Mosconi como director general de Yacimientos Petrolíferos Fiscales (YPF). Mosconi impulsó, con apoyo gubernamental, el crecimiento de YPF, con el objetivo de alcanzar el autoabastecimiento de petróleo, vital para el desarrollo autónomo del país, y promovió medidas tendientes a disminuir la competencia entre YPF y las empresas extranjeras. Logró la construcción del Complejo Industrial La Plata, estrenada para la refinación del petróleo en 1925, lo que independizó al país de la compra de naftas. Cinco meses después de su habilitación comenzó la producción de nafta para aviones. Esta planta industrial fue la décima destilería más grande del mundo.
El vocal del directorio de YPF, Carlos Madariaga, solventó con dinero de su propia fortuna algunas obras para la petrolera estatal durante la presidencia de Alvear. Gracias a ello, mientras en 1922 la producción de naftas era inexistente, en 1928 YPF logró vender 100 000 000 de litros de ese combustible, además de 25 000 000 de litros de queroseno. La Standard Oil logró en 1925 obtener concesiones por parte del conservadurismo en la provincia de Salta, pero el gobernador yrigoyenista Julio Cornejo las anuló en 1928. Gracias a los citados decretos promulgados en 1924, el gobierno fue restringiendo las concesiones de explotación que tenían las compañías privadas, y simultáneamente se fueron delimitando extensas áreas con reservas petrolíferas para ser explotadas por el ente nacional que dirigía Mosconi. Varios legisladores, en su mayoría radicales yrigoyenistas, pensaban que el petróleo debía nacionalizarse, y por ello se debía establecer un monopolio estatal para su explotación. Finalmente la nacionalización del petróleo fue votada por yrigoyenistas, antipersonalistas, socialistas, socialistas independientes e incluso ciertos sectores conservadores. En 1929, casi al final de la segunda presidencia de Yrigoyen, las empresas privadas que producían petróleo eran la Compañía Ferrocarrilera y la Anglo-Persian Oil Company, ambas de capital inglés; la Standard Oil de capital estadounidense; Astra, de capital alemán y argentino; y la Royal Dutch, de capital neerlandés. YPF producía prácticamente la misma cantidad de petróleo que todas las empresas juntas citadas anteriormente.
Mosconi logró durante sus ocho años de gestión casi triplicar la producción de petróleo, de 348.888 metros cúbicos en 1922, a 872.171 metros cúbicos en 1929. La petrolera estatal YPF inauguró el primer surtidor de queroseno el 22 de febrero de 1923 en Buenos Aires; tres meses más tarde se instalaron otros seis más. El 20 de junio se construyó en Mitre y la avenida Rosales el primer surtidor de nafta para vehículos, fabricado por el industrial Torcuato Di Tella tras consultárselo a su amigo, el general Mosconi. YPF llegó a tener cincuenta mil empleados. Tanto el petróleo como el autoabastecimiento, se convirtieron en temas de campaña durante el año 1928, cuando comenzó la explotación del petróleo en la provincia de Salta; en 1933 se descubriría petróleo en Tranquitas, en la misma provincia.

### Política armamentística

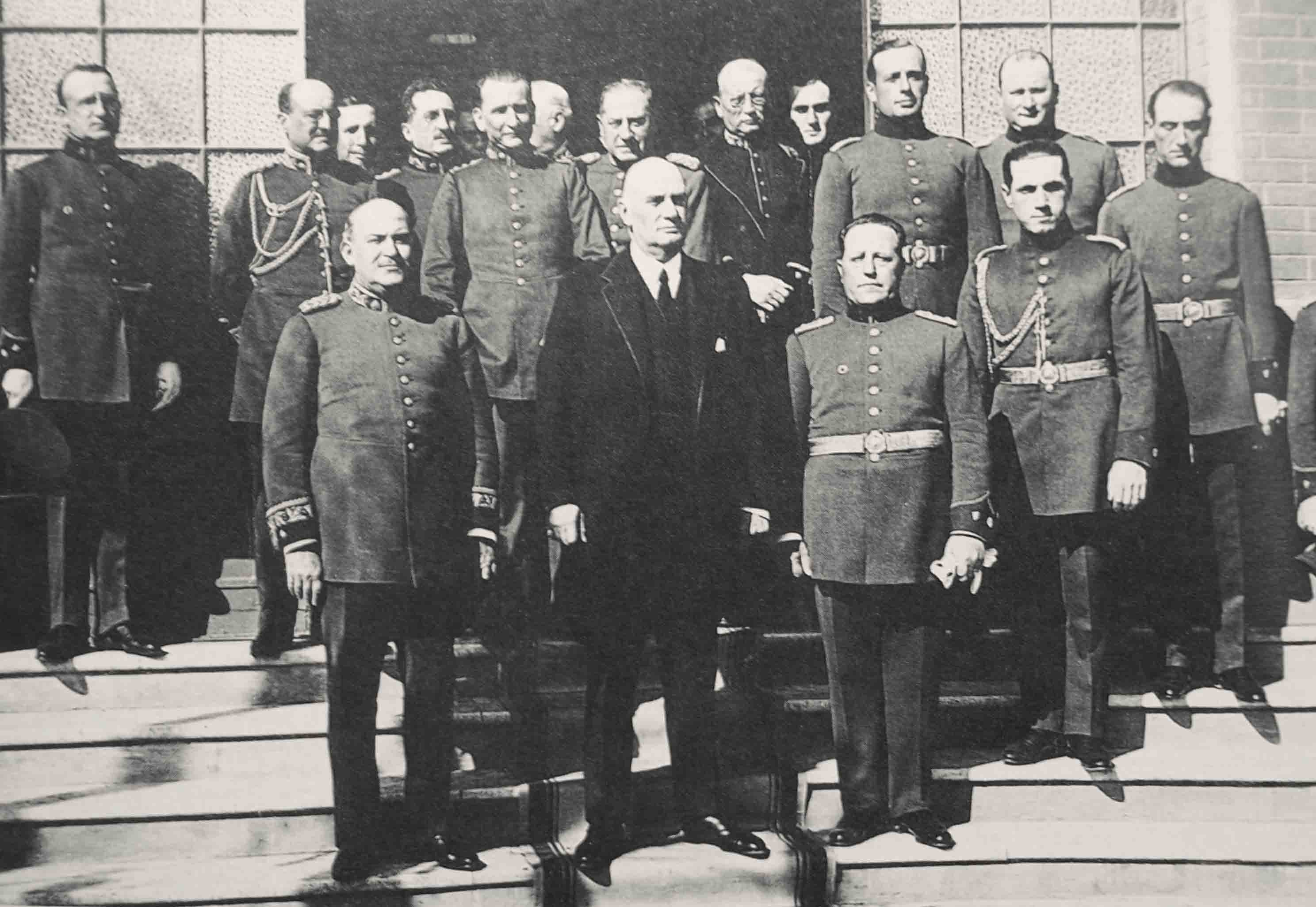
Alvear con Agustín Pedro Justo visitando el primer cuerpo de artillería.

El ministro de guerra Agustín Pedro Justo aumentó los gastos en equipamientos de guerra para modernizar las Fuerzas Armadas; entre otras cosas compró quinientos cañones Schneider de 155 mm.
El ministro de marina Manuel Domecq García fue autor del anteproyecto de formación de la Marina Mercante argentina de ultramar y de la remodelación del puerto de Quequén. También por iniciativa de Domecq se instaló la base de submarinos en Mar del Plata y se renovaron las unidades de la flota argentina. Tanto el presidente Alvear como el almirante Domecq alentaron la construcción de submarinos en el país, por lo que se construyó un astillero, bautizado astillero Ministro Manuel Domecq García. Actualmente se encuentra en la costanera sur de la ciudad de Buenos Aires.
Por medio de la ley secreta n.º 11 266 sancionada en 1923 se ordenaba la compra de material de artillería antiaérea y municiones por un valor de 33 000 000 de pesos, mientras que se establecía desembolsar 19 000 000 para lo relativo a equipamiento de infantería, como armas portátiles y elementos protectores contra gases; adquirir equipamiento de radiocomunicaciones y teléfonos para todas las armas y servicios a un valor de 10 000 000; conseguir vehículos especiales para alimentación por un valor de 25 000 000, y a su vez emplear ese monto para fomentar la industria aeronáutica; comprar material de aviación e instalar talleres por un valor de 15 000 000; destinar 25 000 000 para construir altos hornos, fábricas de pólvora, municiones, gases, y modernizar material de guerra existente; y finalmente, invertir 20 000 000 a la organización y sanidad del ejército. Por un decreto firmado por el presidente en 1923 se cambió el nombre del Puerto Militar de Bahía Blanca a Puerto Belgrano, en honor al creador de la bandera argentina.
En 1924 se fundó la Escuela de Mecánica de la Armada. El predio había sido cedido por el Concejo Deliberante de la Ciudad de Buenos Aires al Ministerio de Marina y allí había funcionado años atrás el Aeropuerto Rivadavia. El 12 de octubre de 1928 se inauguró el complejo de edificios principal.
Durante los años 1923 y 1926 se sancionaron dos leyes de armamentos que modernizaron el poder naval argentino. Mediante la Ley 11 222 (1923) se actualizaron los acorazados tipo dreadnought Rivadavia y Moreno y los destructores Catamarca, La Plata, Jujuy y Córdoba. La Ley de Armamentos Navales n.º 11 378 (1926) contempló el empleo de 75 000 000 de pesos oro, en un marco de 10 años, para la compra de buques, submarinos, estaciones radiotelegráficas, elementos de artillería antiaérea y catapultas para el lanzamiento de aviones, además de ampliaciones en los Arsenales de la Base Naval Puerto Belgrano y en el Apostadero Río de la Plata, entre muchas otras cuestiones. En octubre del año 1927 se construyó la Fábrica Militar de Aviones en Córdoba. Esta fue la primera fábrica de alta tecnología en Argentina. Sin embargo, estos gastos en equipamiento militar despertaron muchas críticas por parte de la oposición.

### Obras públicas y culturales

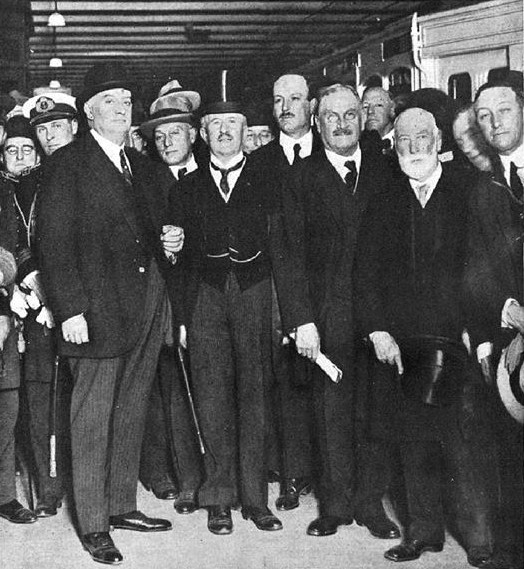
Alvear en la inauguración del Ferrocarril Oeste.

Durante esta gestión se construyeron una gran cantidad de monumentos y obras públicas y privadas; a diferencia de su antecesor, Alvear siempre procuró estar presente en las ceremonias, inauguraciones y en toda clase de eventos sociales. En materia de obras públicas se inició la construcción del Ministerio de Hacienda, de Obras Públicas, de Guerra y Marina y el edificio del Banco Nación en Plaza de Mayo. Fomentó también la cultura, con la construcción de teatros, museos y varias instituciones artísticas. Según varios historiadores, se inauguraron más obras públicas durante su gestión que durante la de cualquiera de sus antecesores, y se celebraron tantas ceremonias oficiales con la participación del Jefe de Estado como nunca antes se había visto.
En 1923 se inauguró el Museo de Luján. En la ciudad de Buenos Aires el intendente Carlos Noel tuvo un destacado mandato; entre sus obras realizadas figuraron la finalización del paseo de la Costanera Sur, la construcción de hornos para la incineración de basura y la compra de la finca de Lezica para construir el parque Rivadavia. Noel también mandó asfaltar muchas calles de la ciudad.

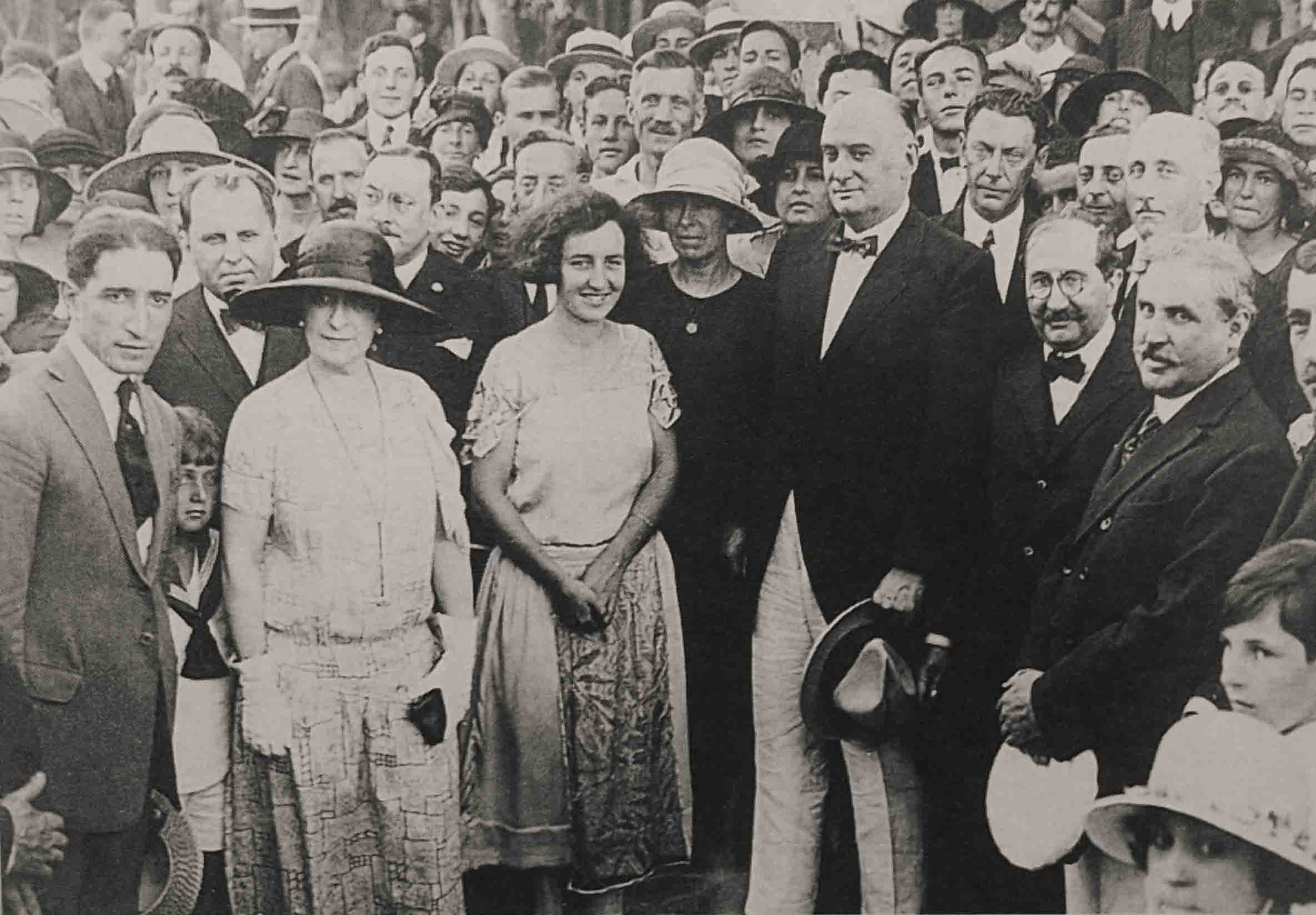
Alvear con la nadadora Lilian Harrison.

En 1923 el presidente envió al Congreso Nacional un proyecto para formar una delegación nacional que participase de los Juegos Olímpicos de París 1924 pero la iniciativa no prosperó. El 31 de diciembre de ese año se firmó un decreto creando el Comité Olímpico Argentino y así se resolvió la concurrencia de Argentina a los Juegos Olímpicos, contándose para solventar los gastos con 250 000 pesos provenientes de una cuantía no cobrada en la Lotería Nacional, con base en la ley 11.067. De esta forma, se produjo en 1924 la primera participación oficial en unos Juegos Olímpicos por parte de Argentina.
Alvear resolvió, ante la diferencia que había entre la hora que proporcionaban a la población y la que usaban las distintas oficinas públicas e iglesias, establecer por decreto, en 1923, la hora oficial, que debía ser dictaminada por el Observatorio Naval.
En 1925 se inauguró la bajada de la calle Maipú y el Paseo de Julio, además de un monumento en conmemoración a Leandro N. Alem. En este acto fue una de las pocas ocasiones en que aparecieron juntos Alvear e Hipólito Yrigoyen que, de hecho, se habían separado en distintas líneas del radicalismo.

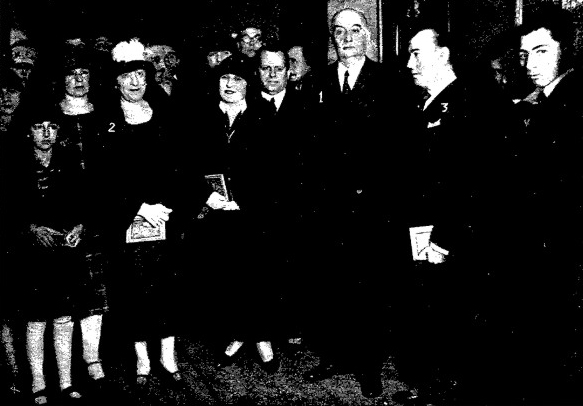
Regina Pacini y Alvear en una exposición de pintura y escultura. Desde el gobierno se incentivaron por primera vez en la historia argentina este tipo de actividades artísticas.

Alvear fue desde su juventud un admirador de la cultura y de las artes y, durante su gestión de gobierno, se crearon varias instituciones para la propagación de las mismas. En 1925 se creó el Conservatorio Nacional de Música y Declamación, y por medio de un decreto se fundó el Departamento de Artes Musicales y Sonoras en 1924. Se crearon además los cuerpos estables del coro, orquesta y ballet para el Teatro Colón.
Por iniciativa de su esposa, Regina Pacini, y motivada por los recuerdos de los tiempos difíciles que tuvieron que pasar sus padres, se le ocurrió fundar una institución que los protegiera. Debatió sobre la idea con Enrique García Velloso y Angelina Pagano entre otros, y llamó a empresarios teatrales y artistas. El 30 de diciembre de 1927, el Concejo Deliberante cedió la concesión de un solar por cincuenta años ubicado en Santa Fe al 1200, mientras que el Teatro Colón dio funciones especiales para recaudar fondos; en la velada celebrada en el Colón cantaron Beniamino Gigli y Claudia Muzzio. Así se dio nacimiento a la Casa del Teatro. De forma similar por iniciativa de Pacini, Alvear autorizó por decreto la creación de la Radio Municipal 710 KHz, dedicada a trasmisión oficialmente la temporada de óperas y conciertos desde el Teatro Colón, para que la gente que no podía asistir al teatro pudiese escuchar música clásica. La primera transmisión fue el 23 de mayo y se irradió la ópera Rigoletto de Giuseppe Verdi.
El 2 de agosto de 1924 el presidente creó una comisión constituida por Floro Ugarte, Carlos López Buchardo y José André para componer una versión oficial del Himno Nacional. Gracias al hallazgo de una partitura en el Museo Histórico Nacional atribuida a Blas Parera, a la que la comisión introdujo arreglos, se pudo estrenar al público en el Teatro Colón el 25 de mayo de 1927. Sin embargo, el "nuevo himno" atrajo severas críticas, ante lo cual, por medio de un decreto de septiembre de 1928, Alvear creó una nueva comisión, aconsejándole hacer una versión más fiel a la de Juan Pedro Esnaola.
Alvear fue uno de los socios fundadores de la Sociedad Argentina de Artistas Plásticos (SAAP), una institución sin fines de lucro fundada en 1925 que ha sido testigo de varias corrientes artísticas en todas las disciplinas de las artes visuales.

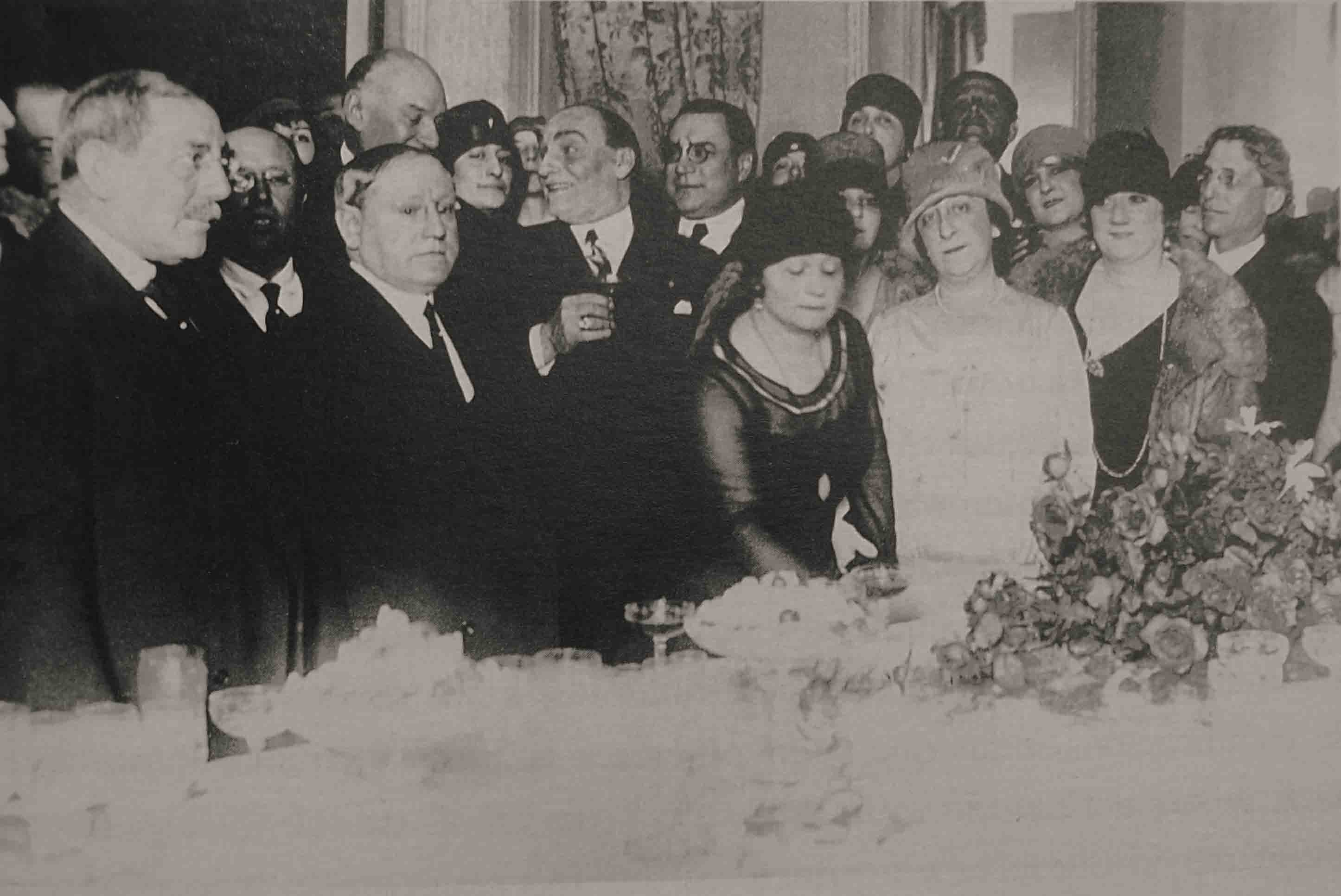
Alvear y Regina Pacini en la Casa del Teatro.

En el mes de julio de 1924, el Club Atlético Boca Juniors debutó en su nuevo estadio, enfrentado al Club Nacional de Football uruguayo. El puntapié inicial de honor fue dado por el presidente Alvear.
El 7 de noviembre de 1924, gracias a la gestión del ingeniero Felipe Bonoli para adquirir 5000 hectáreas de tierra en nombre de la Compañía Italo Argentina de Colonización, se fundó una nueva ciudad; un año más tarde, el presidente firmó el decreto de aprobación de los estatutos de la colonia, avalando y compartiendo este proyecto. En honor a su esposa, Regina Pacini, la colonia pasó a denominarse Villa Regina. Ese mismo año llegaron los primeros colonos de Italia.
Alvear inauguró el Monumento de los españoles el 13 de marzo de 1927. Contó con la presencia del conde de Amalfi, quien en nombre del rey Alfonso XIII realizó la entrega simbólica al Presidente.
El 5 de septiembre de 1927 se fundó Aeroposta Argentina S. A. —filial de la Compagnie Genérale Aéropostale de Francia— para transportar correspondencia desde y hacia la Patagonia y países vecinos. Desde marzo de 1928 prestó también servicios hacia Europa.
En 1928, poco antes de asumir Yrigoyen por segunda vez la presidencia, Alvear inauguró el Palacio de Correos y recibió el primer avión construido por la Fábrica Nacional de Aeroplanos, un Avro Gosport. El 6 de septiembre de ese mismo año comenzaron las obras de construcción del subterráneo Lacroze, que une Lacroze, Plaza de Mayo con Chacarita (actual línea B de subte).
En septiembre de 1928 se llevó a cabo por primera vez una Feria del Libro de Buenos Aires, antecedente remoto de la posterior Feria Internacional del Libro de Buenos Aires, inaugurada por el presidente, acompañado por sus ministros Roberto Marcelino Ortiz y José Tamborini.

### La división del radicalismo

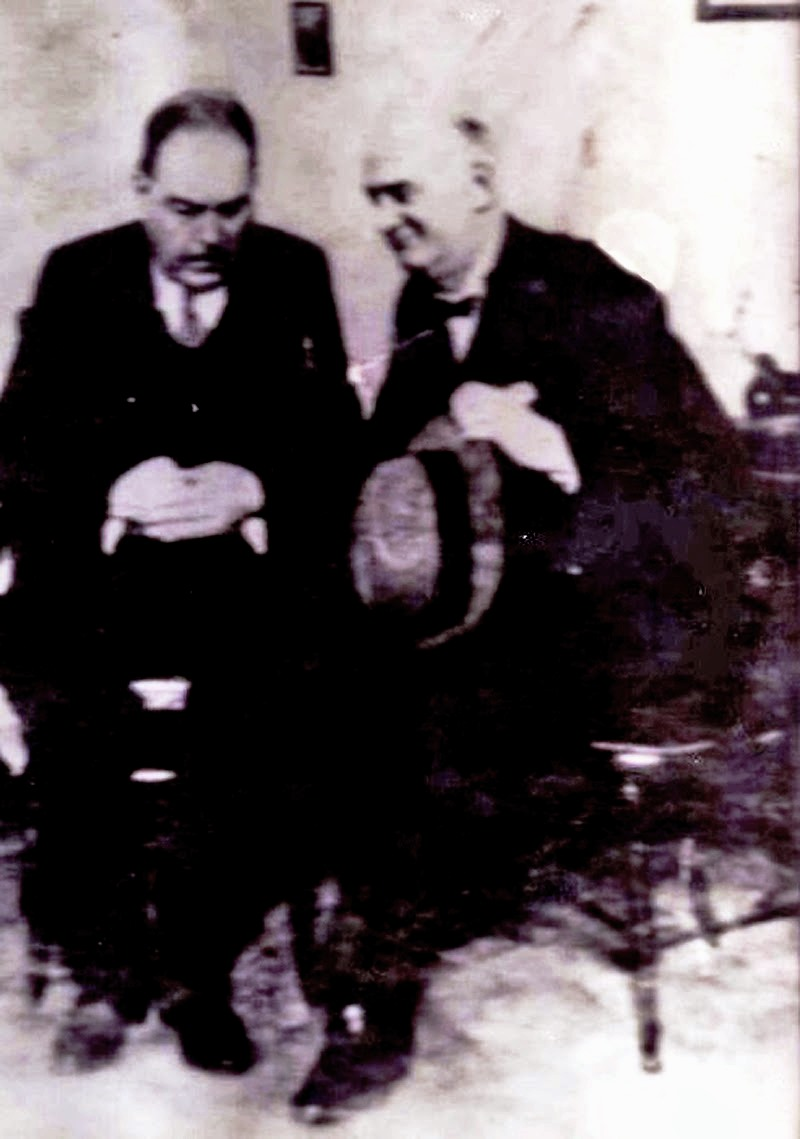
Hipólito Yrigoyen con Marcelo Torcuato de Alvear. A mediados de los años 1920 el radicalismo se dividió en yrigoyenistas y antipersonalistas.

La división del partido radical se fue volviendo inevitable en 1923: nueve senadores radicales se declararon «antipersonalistas», es decir, contrarios al personalismo de Yrigoyen, y brindaron su apoyo al presidente Alvear. También hubo roces entre este y su vicepresidente Elpidio González, ya que este último era yrigoyenista; de hecho, la división empezó cuando los senadores comenzaron a hostilizar al vicepresidente González. El yrigoyenismo tomaba a los antipersonalistas como conservadores, mientras los antipersonalistas consideraban que Yrigoyen violaba las reglas del juego político. Estas disputas siguieron y, lo que fue peor, se trasladaron al Congreso, en donde los diputados fieles a Yrigoyen llegaron a obstaculizar varias de las iniciativas surgidas del Poder Ejecutivo, ya fuese a través de discusiones o bien retirándose del recinto para evitar dar cuórum. En este contexto, en enero de 1925 el presidente Alvear clausuró por decreto las sesiones extraordinarias, en vista de que la actividad legislativa era casi nula.
Los «antipersonalistas» presionaron a Alvear para que interviniera en la provincia de Buenos Aires gobernada por José Luis Cantilo, pensando que así tendrían mayor probabilidad de ganar las elecciones presidenciales. Pero Alvear se negó:

¡A mí no me vengan a joder! ¡Arréglense solos y ganen si son más!

El ministro del Interior, Vicente Gallo, renunció debido a ello, y el 5 de agosto de 1925 el presidente tomó juramento a José P. Tamborini, quien se adhirió al legalismo de Alvear.
La Unión Cívica Radical se dividió en dos partidos políticos al acercarse las elecciones presidenciales de 1928: por un lado, los seguidores de Yrigoyen, llamados «personalistas», impulsaron al propio caudillo como candidato a presidente de la nación junto a Francisco Beiró; por otro lado, la UCRA presentó la fórmula Leopoldo Melo-Vicente Gallo, mientras que los conservadores liderados por Julio A. Roca (h) decidieron abstenerse y apoyar a los antipersonalistas. La victoria de Yrigoyen en las elecciones de 1928 fue aplastante: con el 62% de los votos fue elegido nuevamente presidente. Cuando Alvear le fue a transferir el mando el 12 de octubre, sus partidarios le empezaron a amenazar al grito de «¡traidor!», ante lo cual Alvear se abalanzó sobre ellos dispuesto a iniciar una pelea; pero unas personas lo retuvieron para evitar una batalla campal. Alvear intentó acortar distancias con Yrigoyen, y lo visitó en diciembre de 1928, luego de varios años sin ver al caudillo.

### Gabinete
Alvear procuró durante su gestión dar cierta autonomía a los ministros de su Gobierno, quienes ejercieron en sus cargos de secretarios de Estado. Por ello, los ministros lograron alcanzar importantes iniciativas económicas y diplomáticas.

## Actividades posteriores a la presidencia

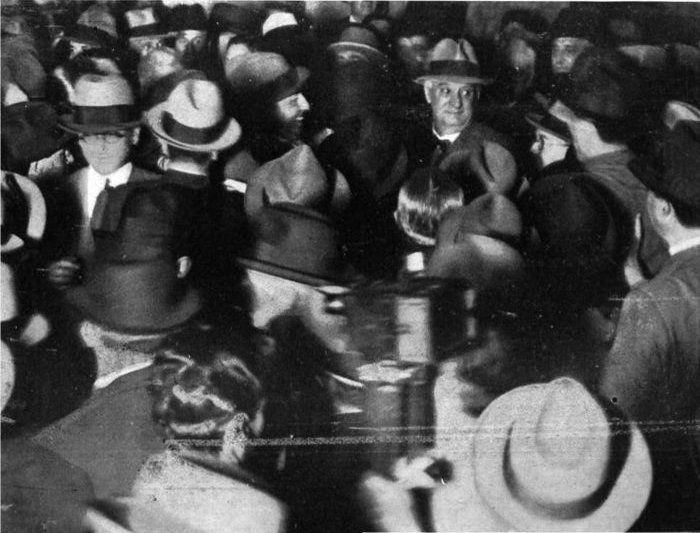
Alvear de vuelta en Argentina en 1930, intenta atravesar multitud para llegar al automóvil que lo espera.

Una vez finalizado su gobierno, Alvear se radicó en 1930 en París, ciudad que le apasionaba personalmente. Instalado en Europa, sus allegados le mandaron cartas desde Argentina explicándole la caótica situación en que se encontraba la política del país, como la deteriorada figura de Hipólito Yrigoyen. Así fue como se enteró del golpe de Estado de José Félix Uriburu. Este hecho no le había sorprendido, ya que la crisis económica de 1929 y la falta de reacción por parte de un Yrigoyen anciano y enfermo habían deteriorado rápidamente su poder. Dos días después del golpe de Estado, Alvear declaró ante los periodistas en su mansión Coeur Volant de París:

Tenía que ser así. Yrigoyen, con una ignorancia absoluta de toda práctica de gobierno democrático, parece que se hubiera complacido en menoscabar las instituciones. Gobernar, no es payar (...) Mi impresión, que transmito al pueblo argentino, es de que el ejército, que ha jurado defender la Constitución, debe merecer nuestra confianza y que no será una guardia pretoriana ni que esté dispuesto a tolerar la obra nefasta de ningún dictador.
Alvear en La Razón, 1930.

Cabe destacar que durante el lapso de 1928 hasta que aconteció el golpe en 1930, Alvear se informó de la situación política argentina solo por medio de las numerosas cartas que le mandaban sus amigos —en la mayoría de los casos de los antipersonalistas más contrarios a Yrigoyen— que en gran parte le describieron una situación mucho más caótica de lo que realmente era.
En marzo de 1931 el gobierno militar convocó a elecciones de gobernador en la provincia de Buenos Aires, que debían concretarse el 5 de abril. El radicalismo se encontraba desorganizado y dividido; a mediados de marzo se logró constituir la Convención Provincial. Fernando Saguier, Roberto Marcelino Ortiz, Vicente Gallo, Carlos Noel y José P. Tamborini telefonearon a París para avisar a Alvear que propiciarían su nombre en la Convención Provincial. Pero los delegados terminaron eligiendo a Honorio Pueyrredón. El escrutinio de las elecciones empezó recién el 8 de abril, y dio la victoria al radicalismo, resultando vencedores Pueyrredón y José María Guido.
Durante el liderazgo de Alvear, la UCR mantuvo una postura internacional de cuestionamiento a los regímenes totalitarios de la Italia fascista, la Alemania nazi y la Unión Soviética, y participó activamente en apoyo a la República durante la guerra civil española.
El 11 de abril de 1931 Alvear se embarcó rumbo a Buenos Aires, adonde llegó el día 25, recibido en el puerto por unas 6000 personas, entre las cuales estaban el general Justo y un edecán representando al presidente de facto José Félix Uriburu. Alvear se entrevistó con Uriburu, quien le dijo al dirigente radical que podría volver a acceder a la presidencia, siempre y cuando le garantizase que en su lista no hubiese yrigoyenistas; pero Alvear rechazó esa propuesta y comenzó las gestiones para unificar el radicalismo en torno a su figura. El 4 de mayo el interventor federal en la provincia de Buenos Aires, Carlos Meyer Pellegrini, fue sustituido por Mariano Vedia (hijo) con el cargo de delegado y el 12 de mayo fue a su vez reemplazado por Manuel Ramón Alvarado como interventor federal. En el ínterin, el 8 de mayo, Uriburu suspendió el llamado al colegio electoral provincial y convocó a elecciones para el Congreso Nacional para el 8 de noviembre.
El 16 de mayo de 1931 apareció el Manifiesto del City, en el que se convocaba al radicalismo de todo el país a la reorganización «dignamente fortificada en la adversidad». El 28 de ese mes se organizó la Junta del City, precedida por Alvear, e integrada por Adolfo Güemes, Enrique Mosca, Julio Borda y Obdulio Siri, para sustituir al Comité Nacional, prácticamente disuelto tras el golpe de Estado. Mientras Hipólito Yrigoyen seguía preso, los radicales reabrieron los comités. El 5 de junio el gobierno levantó la vigencia de la ley marcial.

### Presidio, exilio y viajes a Europa

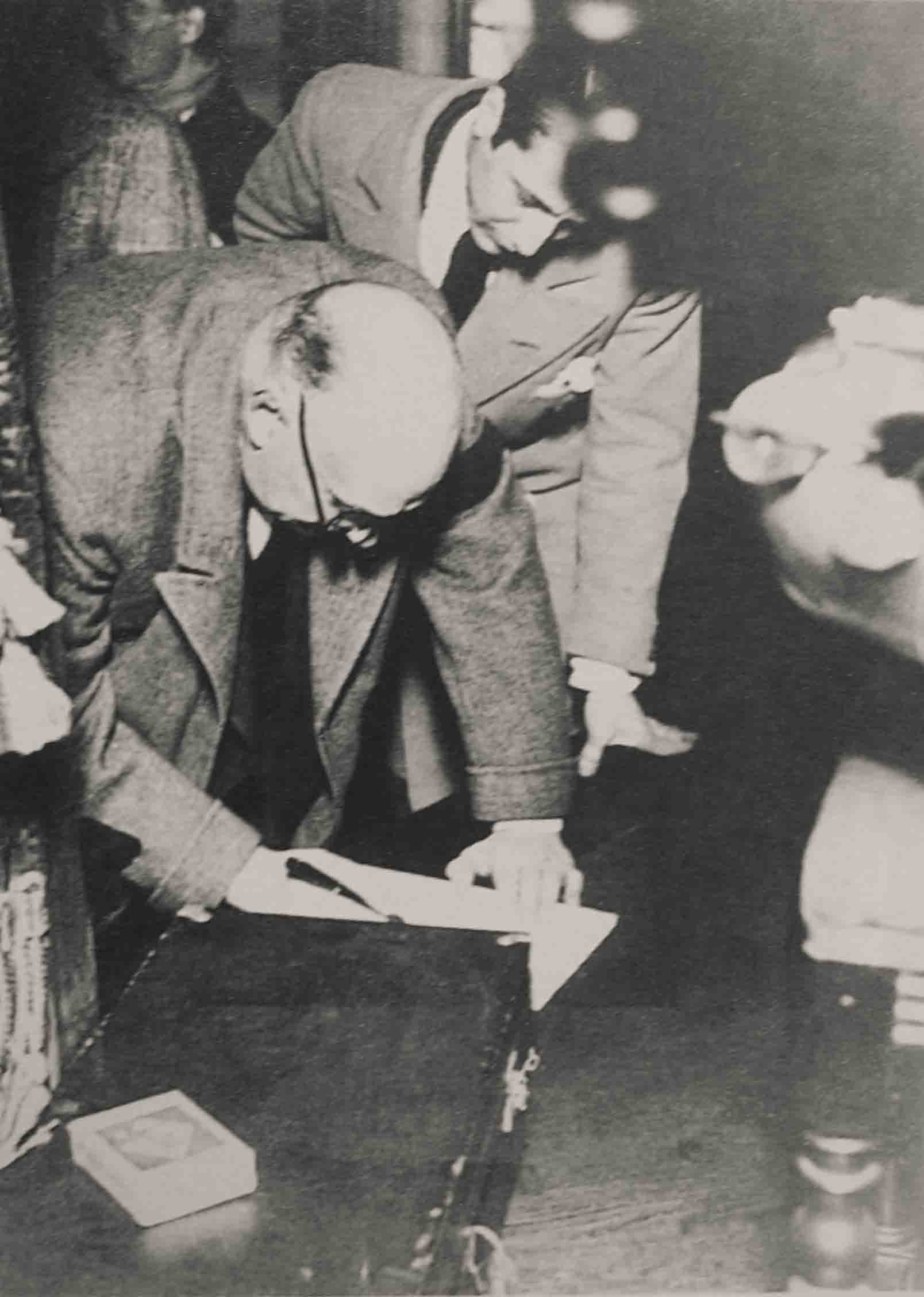
Alvear redactando el manifiesto antes del exilio de 1931.

El 20 de julio de 1931 estalló una revolución en la provincia de Corrientes, dirigida por el teniente coronel Gregorio Pomar. Aunque fue rápidamente reprimida, dio a Uriburu la excusa que estaba buscando: el gobierno denunció la existencia de un plan terrorista y ordenó el allanamiento de los locales radicales, lo que obligó a varios dirigentes políticos como Pueyrredón, Guido, Ratto, Noel, Tamborini y Torello —salvo Güemes, que logró esconderse— a exiliarse del país. Entre los «autoexiliados» estuvo el propio Alvear: a las 10 de la noche del 28 de julio de 1931 se embarcó al exilio, un día después de haber elaborado un manifiesto que la dictadura le prohibió poder publicar, y que tuvo que difundir por tanto de manera clandestina. En una parte decía:

Contemplo desde lejos, en el barco que me aleja, la ciudad natal en donde se levantan las estatuas de mis antepasados. Me consideraba con derecho al respeto de todas las clases sociales, porque supe gobernarlas con legalidad, orden y prudencia. Me apartan de su seno manos crispadas.
Alvear en 1931.

Alvear se instaló en el Palacio Copacabana de Río de Janeiro, en donde se enteró del decreto del 25 de julio del gobierno militar que había suspendido las elecciones de gobernadores planeadas para las provincias de Córdoba y Santa Fe y dispuesto que en las próximas elecciones no se aceptarían candidatos que hubiesen apoyado al expresidente Yrigoyen. Ante la ausencia de Alvear y el escondite del vicepresidente Güemes, Vicente Gallo asumió la conducción del radicalismo; cuando, al poco tiempo, reapareció Güemes, Gallo se negó a permitirle asumir la presidencia del partido. Tras este episodio renunció la casi totalidad de la Mesa Directiva de la junta, por lo que el cuerpo decidió conferir funciones ejecutivas a Güemes, Gallo, Saguier, Juan O'Farrel, Mosca, Aramburu, Borda y Noel.

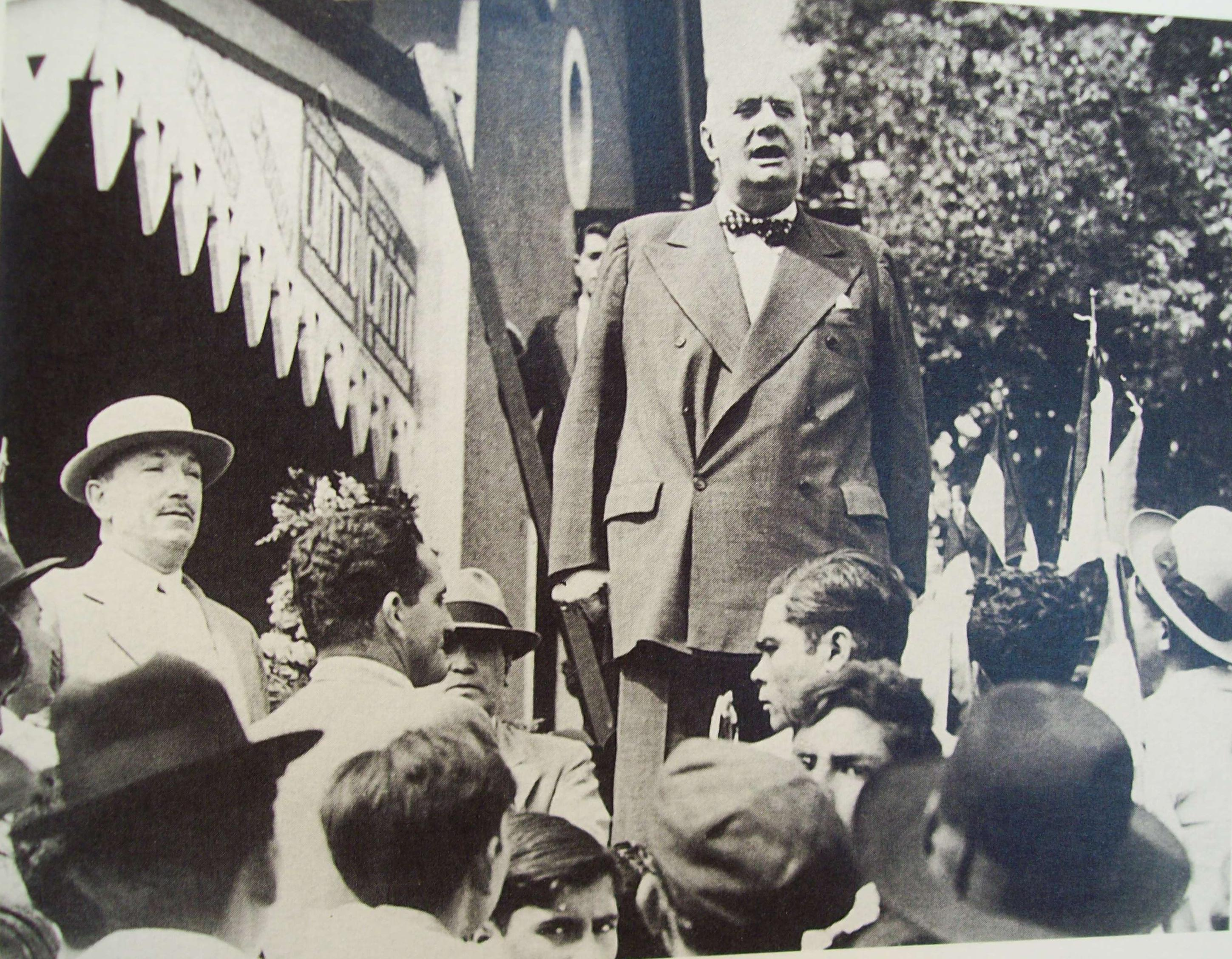
Hasta los últimos años de su vida, Alvear se dedicó a trabajar para su partido. En la imagen, haciendo campaña en la provincia de Tucumán.

El 25 de septiembre se reunió la Convención Nacional de la UCR presidida por Benjamín Zorrilla, y que —tras reconstituir el Comité Nacional y aprobar una plataforma electoral— eligió como candidato a presidente a Alvear, mientras que para la vicepresidencia fue elegido Güemes, tras la renuncia del otro candidato con posibilidades, Fernando Saguier. En una comunicación telefónica a Río de Janeiro, Alvear anunció su renuncia a la candidatura porque posiblemente su candidatura podría ser anulada, ya que no había pasado un periodo presidencial luego de su propia presidencia y, además, creía que debía producirse una renovación en las figuras políticas. Sin embargo, por medio de Torello, los dirigentes insistieron en que se presentase en la fórmula, puesto que lo suponían el único hombre que podría forjar la unión del partido. A altas horas de la noche, llegó una comunicación telefónica en la que Alvear aceptaba la candidatura.
El 8 de octubre Alvear viajó a Montevideo; cuatro días después se reunió la Convención Nacional, y se leyó la renuncia de Alvear y Güemes. Dos días después se reunió nuevamente la Convención Nacional y rechazó la renuncia de los candidatos, además de declarar «carente de valor legal» la anulación de las elecciones del 8 de abril de 1931; y por último se facultó a la Mesa Directiva del Comité para no concurrir a las elecciones próximas a celebrarse el 8 de noviembre de 1931, en el caso de que siguieran las medidas de hostilidad hacia el radicalismo.
El 16 de octubre, el gobierno ordenó el procesamiento de todos los firmantes del manifiesto, de modo que el día 27 de octubre el Comité Nacional declaró la abstención absoluta de la Unión Cívica Radical en los próximos comicios del 8 de noviembre. Estos se celebraron el 8 de noviembre de 1931; en Buenos Aires, casi todos los fiscales opositores fueron expulsados, mientras que a algunas personas se las hizo votar a punta de pistola. También hubo actos de violencia en la provincia de La Rioja y San Juan. En estas condiciones triunfó el binomio de la Concordancia, formado por el general Agustín P. Justo y el conservador Julio Roca (hijo), que asumió el mando el 20 de febrero de 1932.
Desde su presidio en la isla Martín García, Yrigoyen pidió a los radicales «personalistas» que se mantuvieran unidos bajo el manto de Alvear; paradójicamente los yrigoyenistas llegaron a ser más fieles a Alvear que sus antiguos colaboradores «antipersonalistas», de los cuales algunos ocuparon cargos en el gobierno de Agustín Pedro Justo, como fue el caso de Leopoldo Melo. A comienzos de febrero de 1932, Güemes debió hacerse cargo de la UCR, ya que Alvear se había tenido que marchar desde Montevideo a Francia con el fin de terminar algunos asuntos financieros pendientes, para no verse obligado a hacer más viajes en el futuro; fue en esta ocasión que decidió vender su residencia Coeur Volant, que no se llevó a cabo hasta 1934.

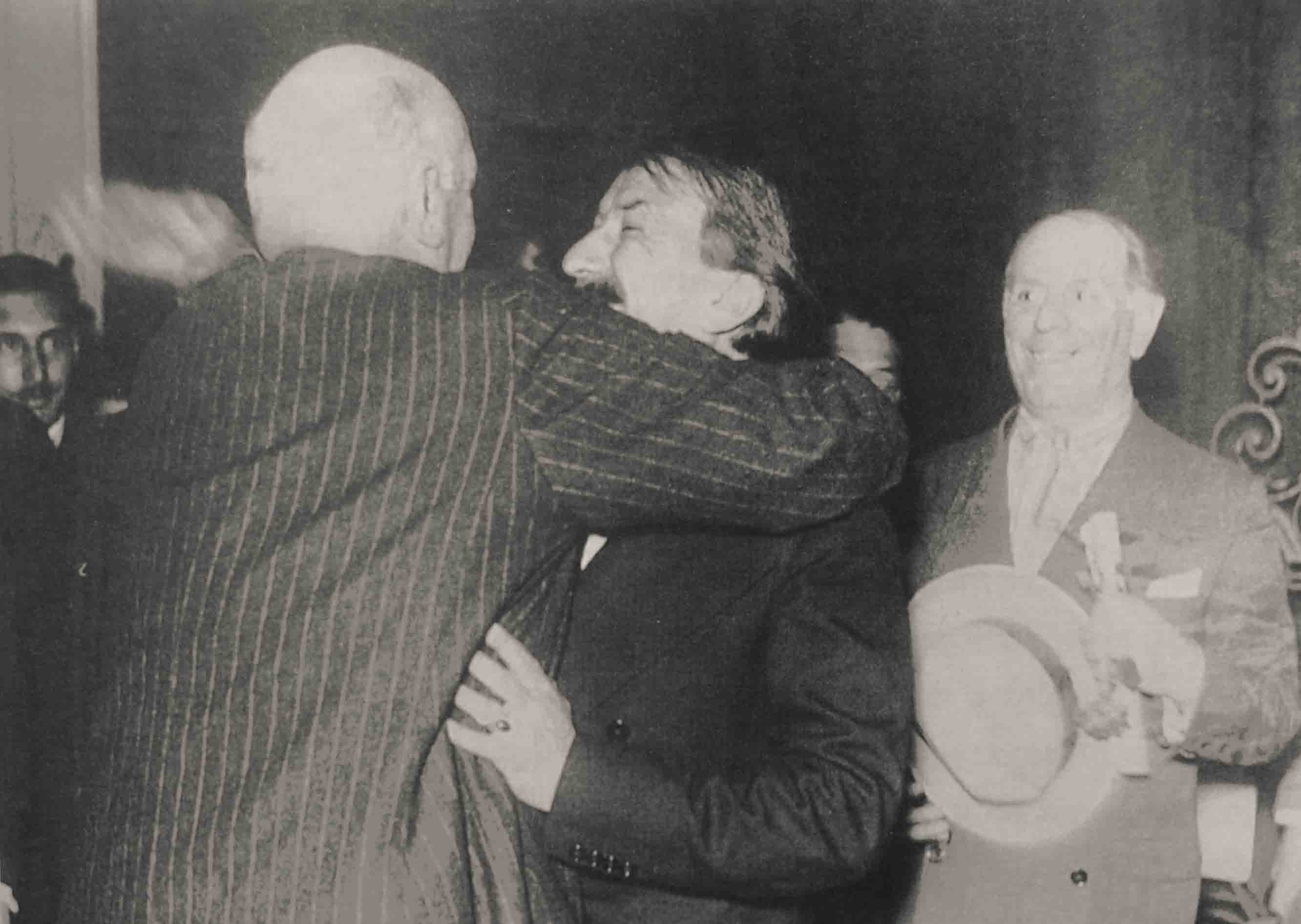
Alvear abraza al senador Alfredo Palacios, cuando este lo ayudó a salir de la cárcel en 1933.

Alvear retornó al país el 21 de julio de 1932 a bordo del Cap Arcona. Fue recibido por una gran congregación de personas, a los que le dijo en su discurso de llegada: «Significo lo que os falta y que quién sabe hasta cuándo os faltará». Durante su estadía en Montevideo había sido visitado por Francisco Ratto, enviado por Yrigoyen para acortar las diferencias entre ambos mandatarios. Dos días después Alvear se hizo cargo del Comité Nacional.
El 27 de diciembre de 1932 arribó el vapor General Artigas a la ciudad de Santa Fe, llevando a bordo a la mayoría de los dirigentes del partido, entre ellos Alvear, Güemes y Ricardo Rojas —todos los cuales habían estado cuatro meses en prisión— a una reunión cumbre de la dirigencia radical. Durante el viaje habían acordado votar por la abstención electoral, y esa misma actitud adoptaron los dirigentes de Córdoba, Santa Fe y Mendoza. Ese mismo día, Alvear habló en un acto con gran concurrencia en el Teatro Municipal de Santa Fe: «La UCR solo anhela y pide que se normalice la vida cívica argentina. Reclama tan solo las garantías y el respeto a que tiene derecho un gran partido mayoritario».
El 29 de diciembre el gobierno decretó el estado de sitio a consecuencia de la fallida revolución de 1932 comenzada días antes comandada por Atilio Cattáneo, de la que el gobierno responsabilizó al radicalismo y cientos de radicales fueron detenidos en Buenos Aires, Santa Fe, Rosario y en otras ciudades del interior. El hotel Ritz de Santa Fe, en que se alojaban los principales dirigentes radicales, fue rodeado por fuerzas armadas, y estos arrestados y conducidos en camiones del ejército hasta el buque mercante General Artigas; entre los 98 apresados se encontraban Alvear, Honorio Pueyrredón, Güemes, Tamborini y el general Luis Dellepiane. Tras una travesía de dos días escoltado por el aviso Golondrina el buque llegó a la isla Martín García donde fueron desembarcados y alojados en barracas en las que compartían las instalaciones. Más adelante, con el ingreso de más presos políticos, los mismos llegaron ciento ocho. Aunque esta no era la primera vez que Alvear fuera apresado, sí estuvo sometido a condiciones inhumanas y aislamiento, y muy lejos de los refinamientos a los que él estaba acostumbrado. Su esposa Regina viajó cerca de cincuenta veces en bote atravesando el Río de la Plata ante las inclemencias del tiempo para poder abastecer a su esposo de comida y mudas de ropa. Los presos en Martín García se encontraban encerrados en unas pocas cuadras bloqueadas con alambre de púas, y eran celosamente vigilados bajo los focos y las ametralladoras de los guardias.

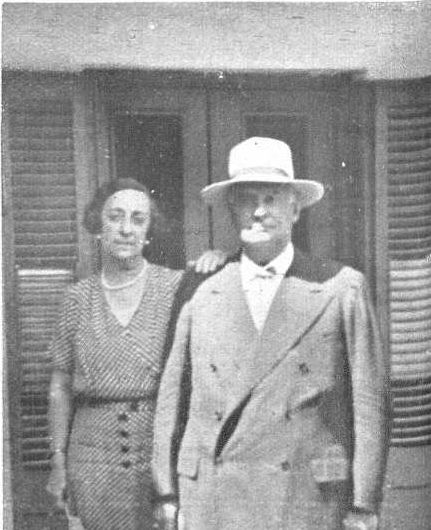
Primera visita de Regina a Alvear, cuando este estuvo preso en la Isla Martín García, 1933.

El 5 de enero de 1933, el jefe de la isla les hizo saber a los detenidos que serían confinados a otro sitio, a menos que solicitasen ser trasladados a Europa en un barco de la Armada. Alvear eligió partir al Viejo Continente una vez más, mientras que los demás, entre los que estaban Güemes, Pueyrredón, Cantilo y Ricardo Rojas fueron trasladados a la ciudad de Ushuaia, donde quedaron confinados. Alvear fue llevado en el Pampa y, por orden del Ministerio de Marina, el viaje debía llegar hasta Lisboa sin escalas. Pero antes de llegar, el buque se quedó sin petróleo, y el comandante del navío no contaba con dinero para pagar el combustible. El proveedor aceptó documentos del comandante avalados por Alvear, y el Pampa pudo reanudar su viaje. El barco llegó a Lisboa el 8 de febrero de 1933. Alvear desembarcó en Francia junto a otros cinco acompañantes para visitar su mansión de Coeur Volant y residir allí por el tiempo de un mes. En octubre se embarcó de nuevo para regresar en el Avila Star y desembarcar en Buenos Aires el 19 de octubre. Fue recibido por una gran multitud de personas que lo acompañaron hasta su casa en la calle Juncal.

### Vuelta a las urnas y escándalo de la CHADE

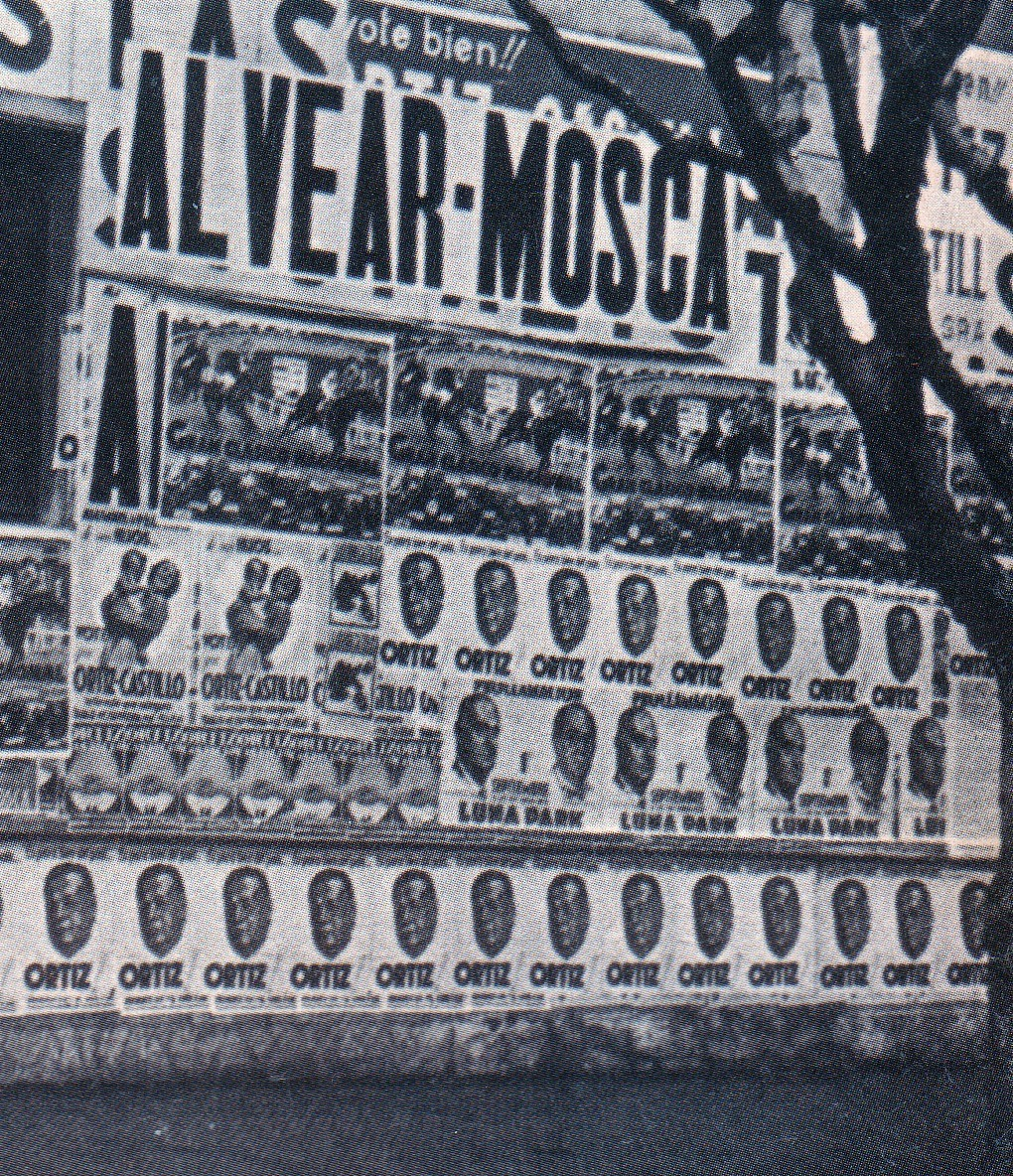
Una calle es asfixiada por afiches de campaña política. En ellos se pueden observar los de la fórmula Alvear-Mosca, y también se pueden observar afiches del candidato que ganó bajo el fraude electoral, Roberto Marcelino Ortiz.

El despacho del Comité del 2 de enero de 1935 decidió levantar la abstención electoral. La iniciativa se aprobó con 98 votos contra 49, y el radicalismo empezó así a concurrir a elecciones para elegir gobernadores y diputados nacionales, algunas fraudulentas y otras no. En algunas contiendas electorales el radicalismo salió victorioso, como sucedió en la provincia de Entre Ríos en las elecciones de 1935, cuando Alvear hizo por primera vez campaña, recorriendo gran cantidad de pueblos y dando varios discursos al día. Pero él mismo estaba empezando a ser criticado como cómplice del régimen electoral justista. Por ese motivo, durante 1935 comenzaron a agruparse los dirigentes yrigoyenistas e intransigentes criticando la dirigencia alvearista. Pero para 1936 el alvearismo conducía el partido casi sin resistencias internas, puesto que el duro carácter de Alvear —tildado de dictatorial por algunos dirigentes— produjo el abandono de los críticos internos.
El radicalismo logró vencer en las elecciones provinciales de noviembre de 1935, y en los comicios de marzo del año siguiente, en que se renovaron ochenta y dos bancas de diputados, Alvear salió a hacer campaña a las provincias del litoral y norte argentino. En las de Santa Fe, Mendoza, Salta y Buenos Aires (esta última en menor medida) las elecciones fueron víctimas de nuevo de los mismos vicios, aunque en las restantes las elecciones se desarrollaron con relativa normalidad; así, el radicalismo logró ganar en las provincias de Santa Fe, Buenos Aires, Córdoba y Entre Ríos. Pocos meses después, Santa Fe fue intervenida por el gobierno de Justo. Estas victorias alertaron al conservadorismo, sobre todo teniendo en cuenta que se aproximaban las elecciones de fines de 1937, para la renovación presidencial. En febrero de ese año se realizaron elecciones para gobernadores: se designaron adeptos al régimen a presidentes de mesa, algunos dirigentes fueron apresados y las urnas fueron adulteradas en el correo.

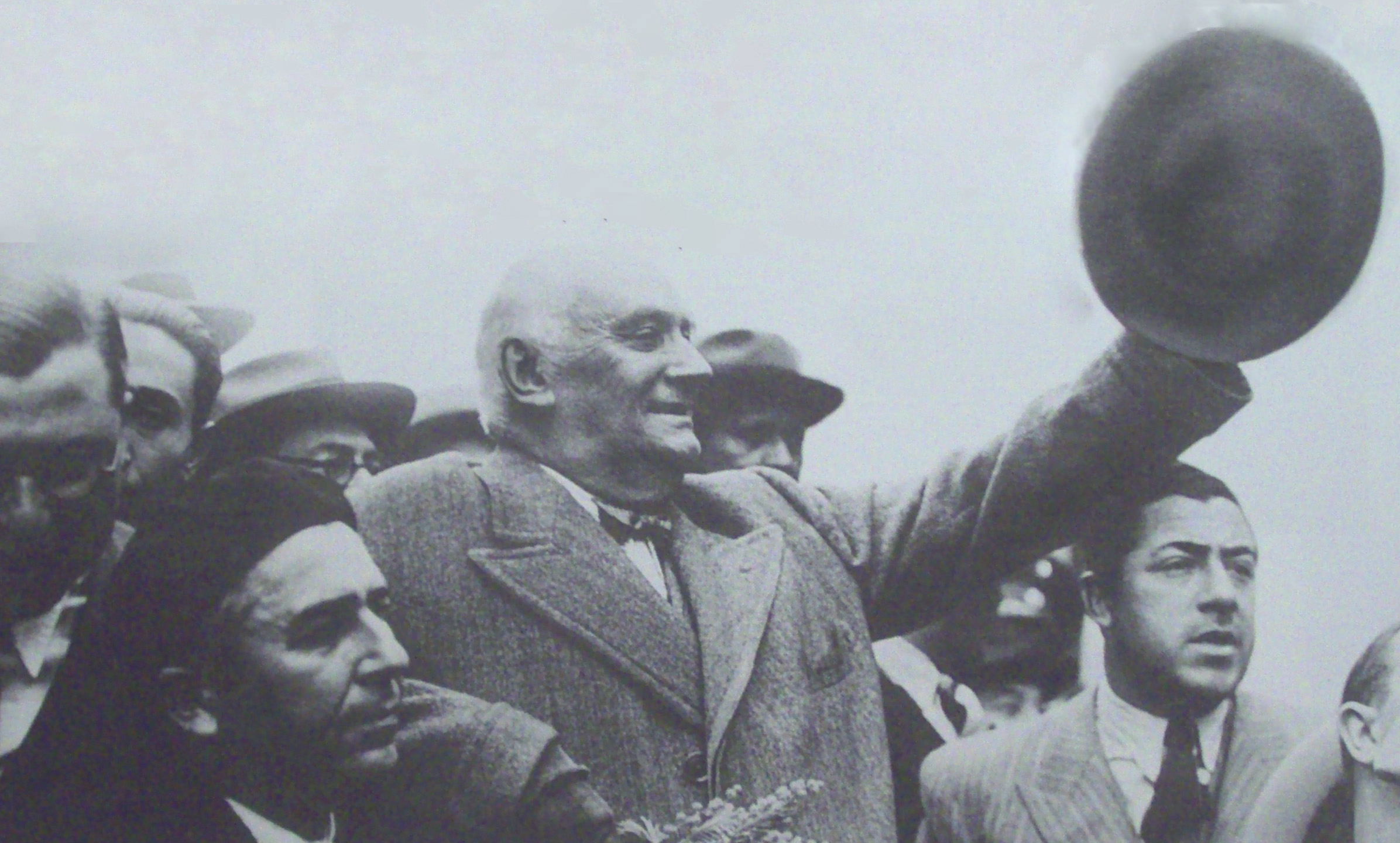
Marcelo Torcuato de Alvear realizando una campaña para promoverse hacia la presidencia en 1938.

El 1 de mayo de 1936 la Unión Cívica Radical convocó a un acto multitudinario, en el que por primera vez se reunieron todos los partidos de la oposición y el movimiento obrero. Ese mismo año la presión sindical obtuvo la sanción de la ley 11.729 de contrato de trabajo para el sector servicios. Las divisiones en el seno del radicalismo se acentuaron nuevamente por el escándalo de la Compañía Hispano-Americana de Electricidad (CHADE), que había sobornado a políticos conservadores y radicales para poder obtener una concesión pública. Si bien Alvear no había aceptado los sobornos, aconsejó a los concejales radicales para que votasen a favor de la concesión, lo que le despertó críticas de sus adversarios.
El 12 de febrero de 1937 Alvear se entrevistó con el presidente Justo con la idea de que este le garantizase un acto electoral limpio de fraudes; era la primera vez que se veían desde 1931. Al día siguiente, el ministro del Interior llamó a Alvear y le dijo que se cumplirían algunos puntos de la entrevista, hecho que no sucedió, ya que las elecciones de Santa Fe estuvieron signadas por los mismos vicios.
Durante los últimos años de su vida, realizó giras partidarias por todo el país. En los actos políticos era acompañado por jóvenes radicales que más tarde fueron políticos destacados del partido, como Ricardo Balbín y Crisólogo Larralde. Pero su conducción, como también la corriente unionista, fue cuestionada por una nueva generación de jóvenes radicales agrupados en la FORJA, integrada entre otros por el futuro presidente Arturo Frondizi, que se nuclearon en oposición a la conducción alvearista, acusada de ser partícipe del régimen al presentarse a la convocatoria de elecciones.
El 28 de mayo de 1937 se procedió a la votación del binomio presidencial en el teatro Coliseo. Entre los candidatos a la vicepresidencia estaban Mosca, Pueyrredón, Güemes y Laurencena. Alvear ganó por unanimidad la candidatura a la presidencia, mientras que Mosca ganó la candidatura a la vicepresidencia por 145 votos frente a los 24, 8 y 4 que obtuvieron Laurencena, Pueyrredón y Güemes, respectivamente.
Para mediados de la década de 1930, si bien la fortuna de Alvear había mermado de forma considerable, era aún suficiente para que él y su esposa pudieran mantener una vida tranquila. Sin embargo, no bastaba para afrontar también los costos de una campaña, como alquilar locales, mandar a imprimir volantes y pegar afiches.

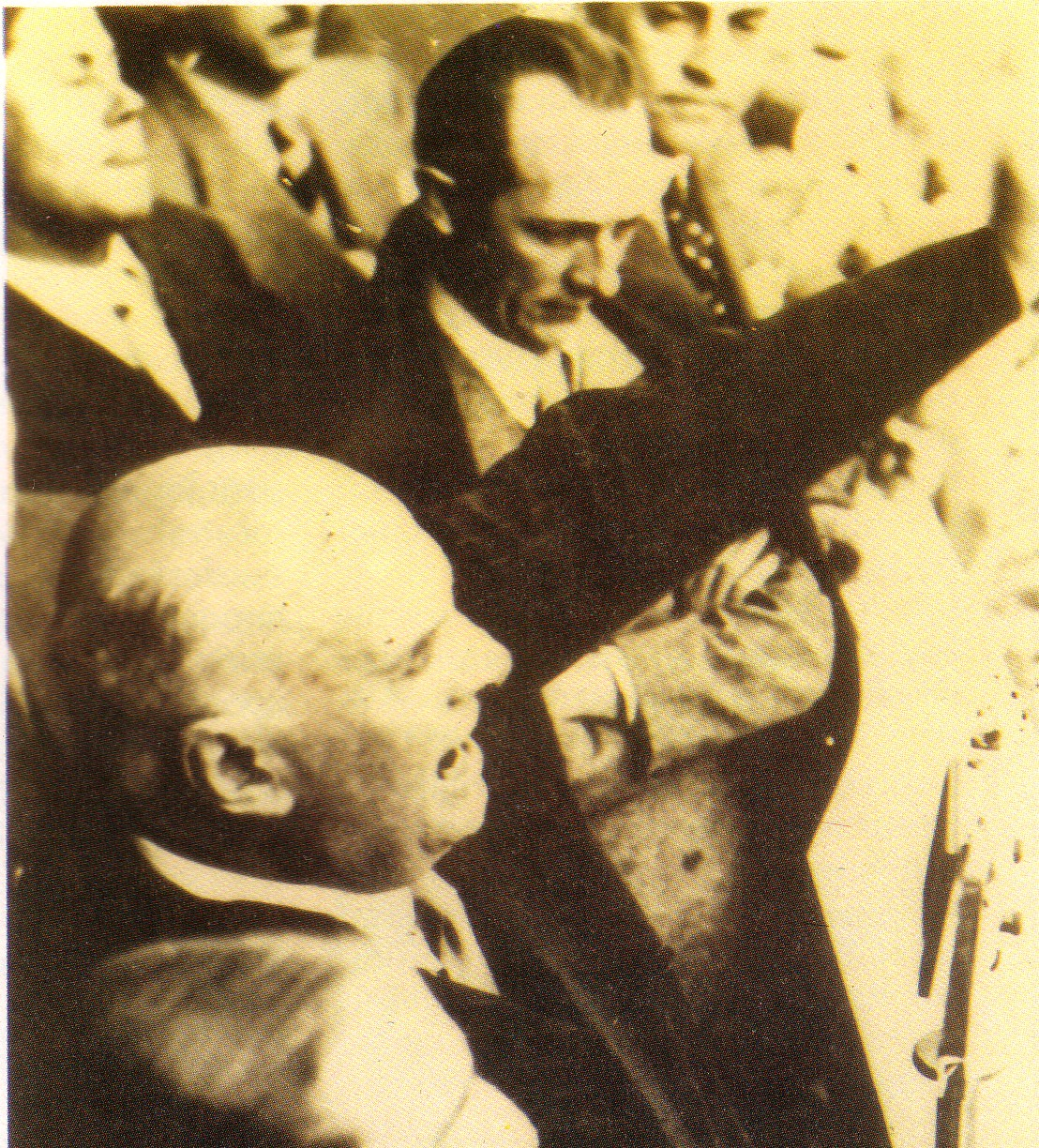
Alvear con Amadeo Sabattini en Córdoba, 1936.

El 8 de octubre de 1936 la CHADE-CADE presentó una propuesta al Concejo Deliberante para extender su obtención de concesión pública a otros veinticinco años más (hasta 1957), con opción a otros veinticinco, y dejar sin efecto las cláusulas que no había cumplido. Pocos días después, la CIAE (Italo) presentó una propuesta similar, evidentemente acordada con la CHADE. El tratamiento fue escandaloso; el 6 de noviembre el bloque de la UCR presentó los dos proyectos, y la Comisión de Servicios Públicos trató personalmente con Vehils y Nürberg, altos ejecutivos de la CHADE. En protesta, los socialistas se retiraron de la comisión. El soborno a los concejales radicales había sido tan evidente que se les solía denominar como «los chadistas». En una carta de José L. Cantilo a Marcelo T. de Alvear, aquel dijo:

Saguier vino a verme para decirme que el asunto de electricidad en el Concejo era un escándalo al cual había que ponerle término; que era voz corriente que todos los concejales habían sido comprados.

Los sectores más progresistas de la Unión Cívica Radical intentaron abortar el negociado ordenando a los concejales radicales retirar el proyecto. Entre ellos se hicieron notar los que acababan de formar la Fuerza de Orientación Radical de la Joven Argentina. También se destacó un joven de 28 años aún desconocido, Arturo Frondizi. Alvear, que debía enfrentar el financiamiento de su candidatura a presidente del año siguiente, intervino personalmente para neutralizar al partido. El historiador Félix Luna cuenta que en uno de los acalorados debates sobre la CHADE-CADE de aquellos días, Alvear estalló frente a Frondizi:

¿Quién me va a dar el dinero que necesitaré para gobernar? ¿Usted me lo va a dar, acaso?

Finalmente, el 29 de diciembre de 1936 se aprobaron las ordenanzas 8028 y 8029 estableciendo las prórrogas de las concesiones para la CHADE-CADE y la Italo. En 1941 el Comité Nacional de la UCR intentó crear una comisión que investigara los delitos cometidos por miembros del radicalismo en el negociado de la CHADE-CADE, pero Alvear bloqueó la iniciativa con el argumento de que «se está exagerando los vicios del sistema democrático». Poco después, cuando la Cámara de Diputados de la Nación creó una comisión con el mismo objeto, «presionó a su presidente, Emilio Ravignani, para que la conducta de los concejales implicados no quedara descubierta».
El 5 de septiembre de 1937 se celebraron las elecciones presidenciales, en las que triunfó el candidato de la Concordancia Roberto M. Ortiz, un radical antipersonalista que había sido ministro de Obras Públicas durante la presidencia de Alvear; este logró reunir casi el 42% de los votos, aunque solo logró 127 electores contra 245 de Ortiz. El radicalismo realizó varias denuncias de fraude electoral en la mayoría de las provincias, pero Ortiz fue proclamado presidente.

### Últimos años y muerte

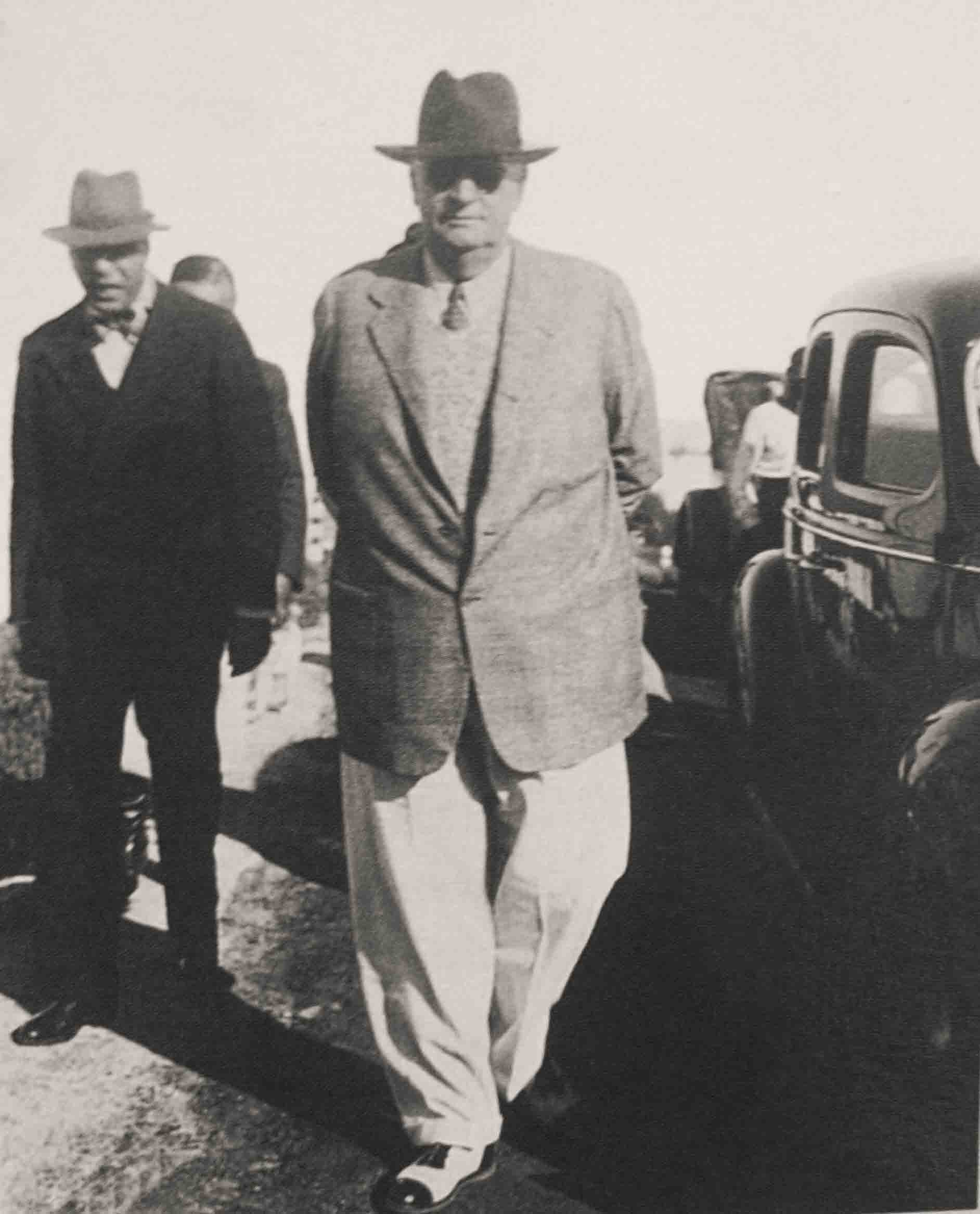
Una imagen en sus últimos años de vida.

Para finales de los años 30 la salud de Alvear se había deteriorado, producto de una gripe de la que le costó recuperarse y de la situación política que vivía el país en esos años. Durante una reunión del Comité Nacional se leyó la sorpresiva renuncia de Alvear, efectuada para dejarle el camino libre a Tamborini. Una delegación fue a su casa en Don Torcuato para informarle que el comité había rechazado su renuncia. Alvear no los pudo recibir por su estado delicado de salud, pero con su secretario como intermediario les agradeció la visita con la conclusión de «Yo estoy muy enfermo, con un pie en la tumba».
El 23 de marzo de 1942, fulminado por una crisis cardíaca, falleció Marcelo Torcuato de Alvear al lado de su esposa Regina Pacini en su casa de Don Torcuato. Una importante cantidad de gente se trasladó hasta la localidad para dar el último adiós al viejo mandatario, pese a que había llovido durante gran parte del día. Al día siguiente fue trasladado a la Casa Rosada y velado por las autoridades «oficiales», precisamente por quienes le habían cerrado el acceso a la presidencia por medio del fraude electoral. Varios dirigentes que habían ganado gracias al fraude, como Roberto Marcelino Ortiz, -(quien se encontraba atravesando un agravamiento de su diabetes que lo llevaría a su muerte en julio de ese año)-, Agustín Pedro Justo y Rodolfo Moreno, brindaron palabras elogiosas a Alvear. Durante su funeral se produjeron incidentes cuando una multitud de personas sustrajeron por la fuerza el féretro de la liturgia funeraria oficial celebrada en la Casa Rosada; el cajón fue llevado por la gente cantando consignas contra el gobierno hasta el Cementerio de la Recoleta.
Sus restos se encuentran en el mausoleo familiar del Cementerio de la Recoleta, junto a los de su abuelo Carlos María de Alvear y su padre Torcuato de Alvear, al lado de la tumba de Juan Facundo Quiroga. El mausoleo fue diseñado por el arquitecto Alejandro Christophersen en 1905.

## Homenajes

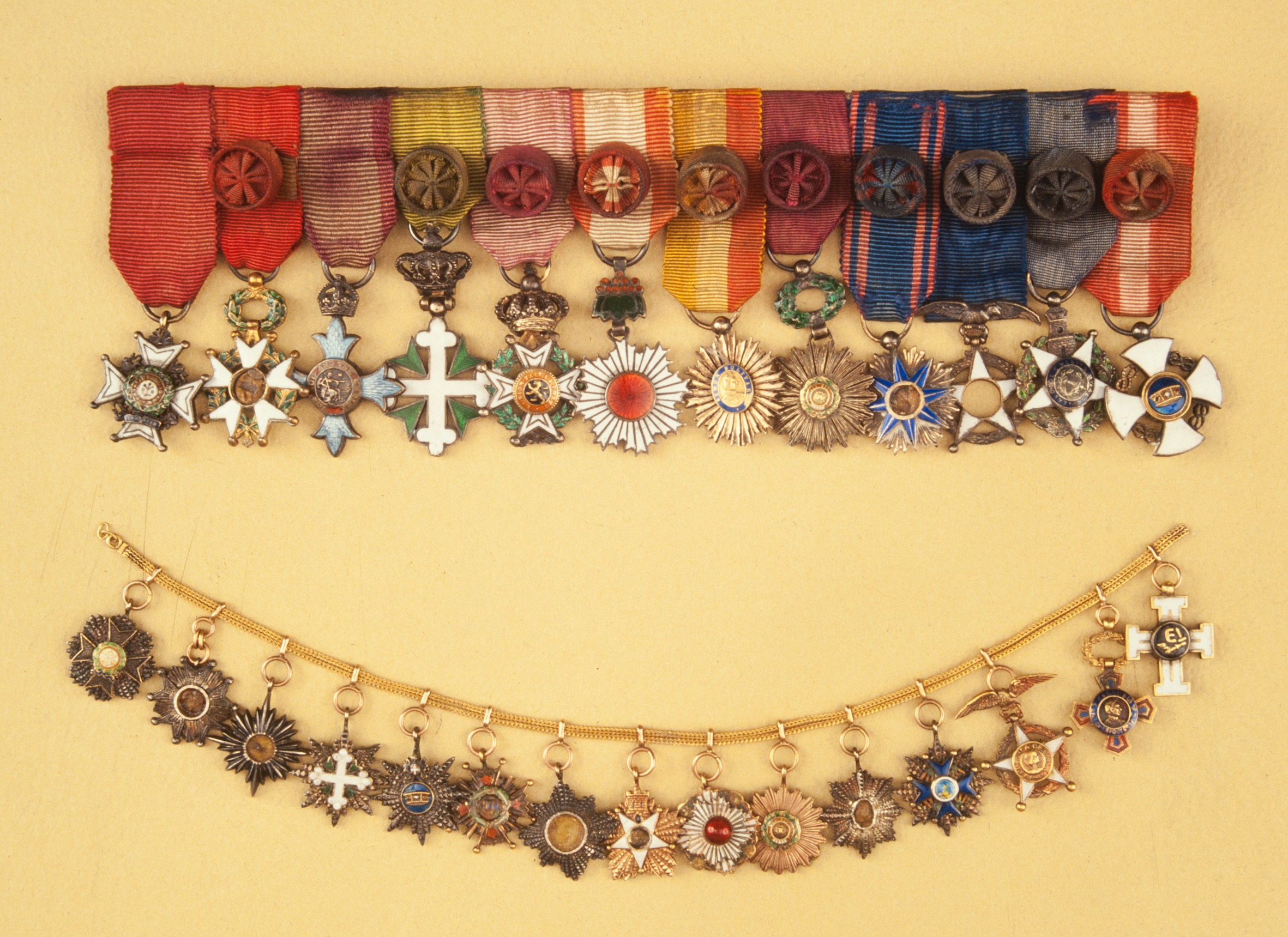
Medallas y condecoraciones de Alvear, expuestas en el Museo del Bicentenario.

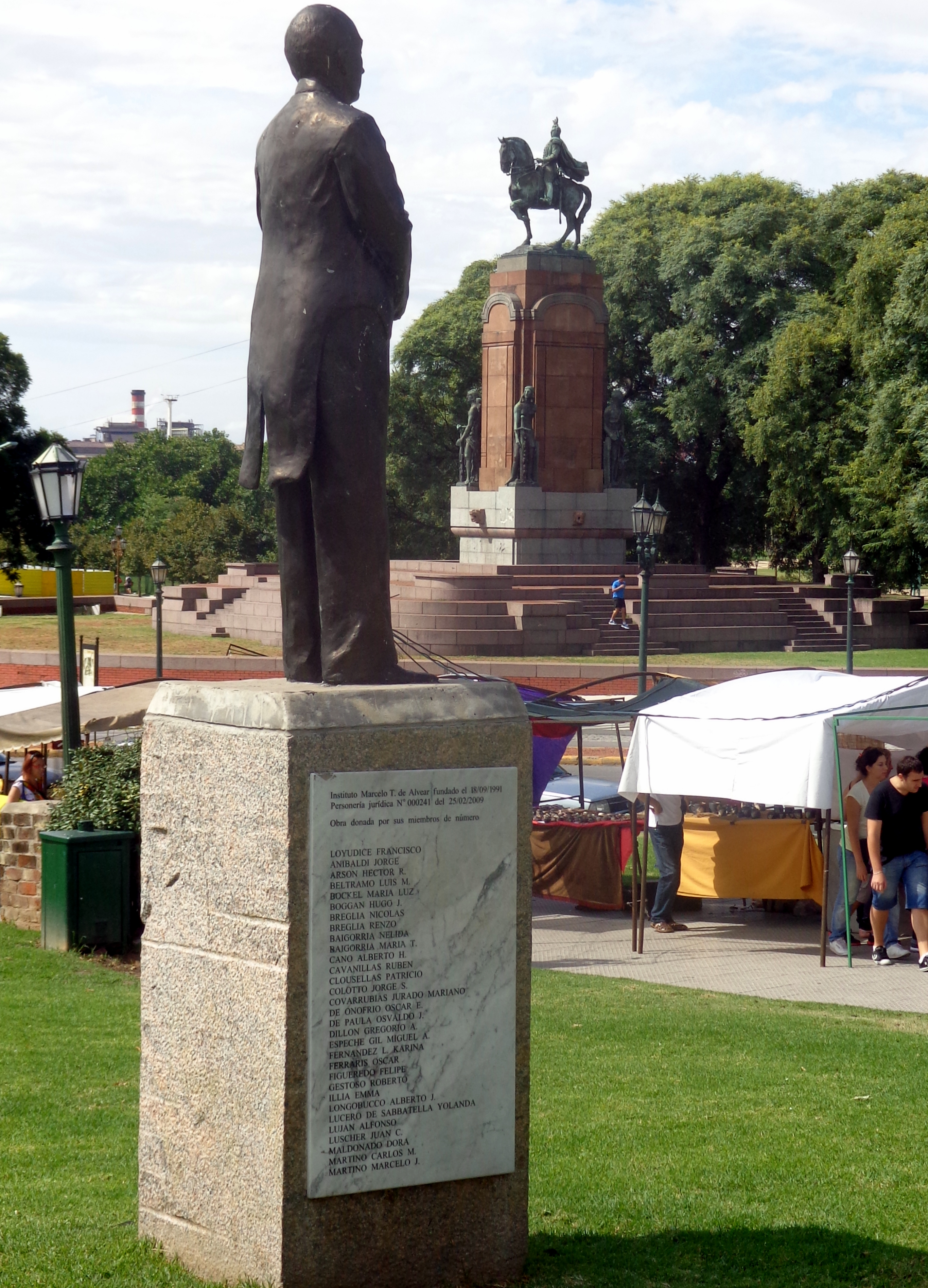
Monumento ecuestre a Carlos María de Alvear (en el fondo) y estatua de Marcelo Torcuato de Alvear.

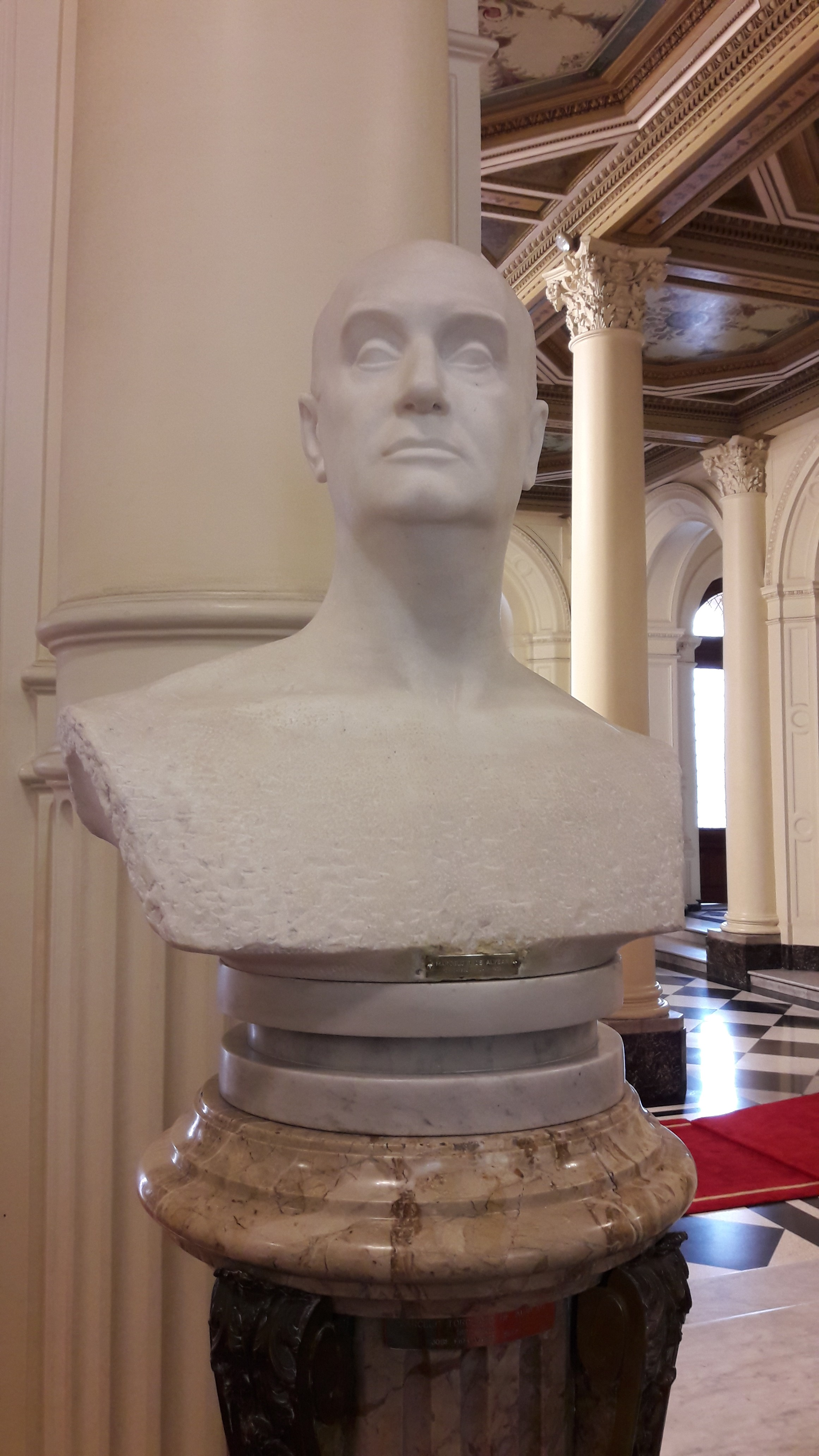
Busto de Alvear en la Casa Rosada.

Uno de los primeros homenajes a Marcelo Torcuato de Alvear fue la inauguración del Teatro Presidente Alvear, el 23 de marzo de 1942, un mes después del fallecimiento del expresidente.
Una de las zonas de los hogares hechos por la Comisión Nacional de Casas Baratas lleva el nombre de Barrio Marcelo T. de Alvear.
Existe una estatua dedicada a su figura situada en la plaza Intendente Alvear. El 22 de julio de 2010 se había sancionado una ley que establecía: "Aceptase la donación de un monumento en homenaje al expresidente Marcelo Torcuato de Alvear efectuado por el Instituto 'Marcelo T. de Alvear' [...] para ser emplazado en la plaza ubicada en la Avenida Alvear y las calles Presidente Roberto M. Ortiz y Presidente Eduardo Víctor Haedo".
El padre y geógrafo Alberto María de Agostini le puso el nombre de sierra Alvear a una sierra de la cordillera de los Andes, que incluye los picos más altos de la parte argentina de la Isla de Tierra del Fuego.
Existió un bar en la avenida Santa Fe al 772, frente a la plaza General San Martín, en Retiro (Ciudad de Buenos Aires), llamado Torcuato & Regina en homenaje al matrimonio entre el presidente argentino y la soprano portuguesa.
El 23 de marzo de 2017 al cumplirse 75 años del fallecimiento de Alvear, la UCR le rindió homenaje al expresidente en el Museo del Bicentenario, donde además se inauguró un espacio con objetos de él para recordar su figura.

Nos gusta revisar esa historia que demuestra que se puede tener una economía abierta al mundo, pujante, pero a la vez preocuparse por los que menos tienen, y alcanzar niveles muy altos de distribución del ingreso, como los tuvo la presidencia de Alvear (...) Eso se puede hacer dentro de las instituciones democráticas, y por eso vale la pena esta revisión.
José Manuel Corral.

Los dibujantes solían caricaturizar la figura corpulenta de Alvear en varias de las situaciones, como la de su intento de acomodarse correctamente en una butaca, ya que el mandatario se veía obligado a girar para ello su sillón y poder cruzar así sus largas piernas; o saliendo apresuradamente del Congreso para ir a la playa de Mar del Plata o viceversa, en referencia a su costumbre de pasar las vacaciones en esa ciudad. Su paciencia ante la agotadora división que sacudía al radicalismo también fue un punto en común de varios humoristas de la época. Los caricaturistas lo bautizaron como el pelado, en «oposición» al peludo que era Hipólito Yrigoyen.

—Tengo que pedirle de antemano que me disculpe las irreverentes caricaturas que pienso hacer de "su excelencia".

—Desde ahora queda autorizado a hacer lo que quiera —me responde [Alvear]—, pues tengo sobre la caricatura un concepto muy a la europea.
Ramón Columba, fundador de Editorial Columba.

## Alvear y los deportes

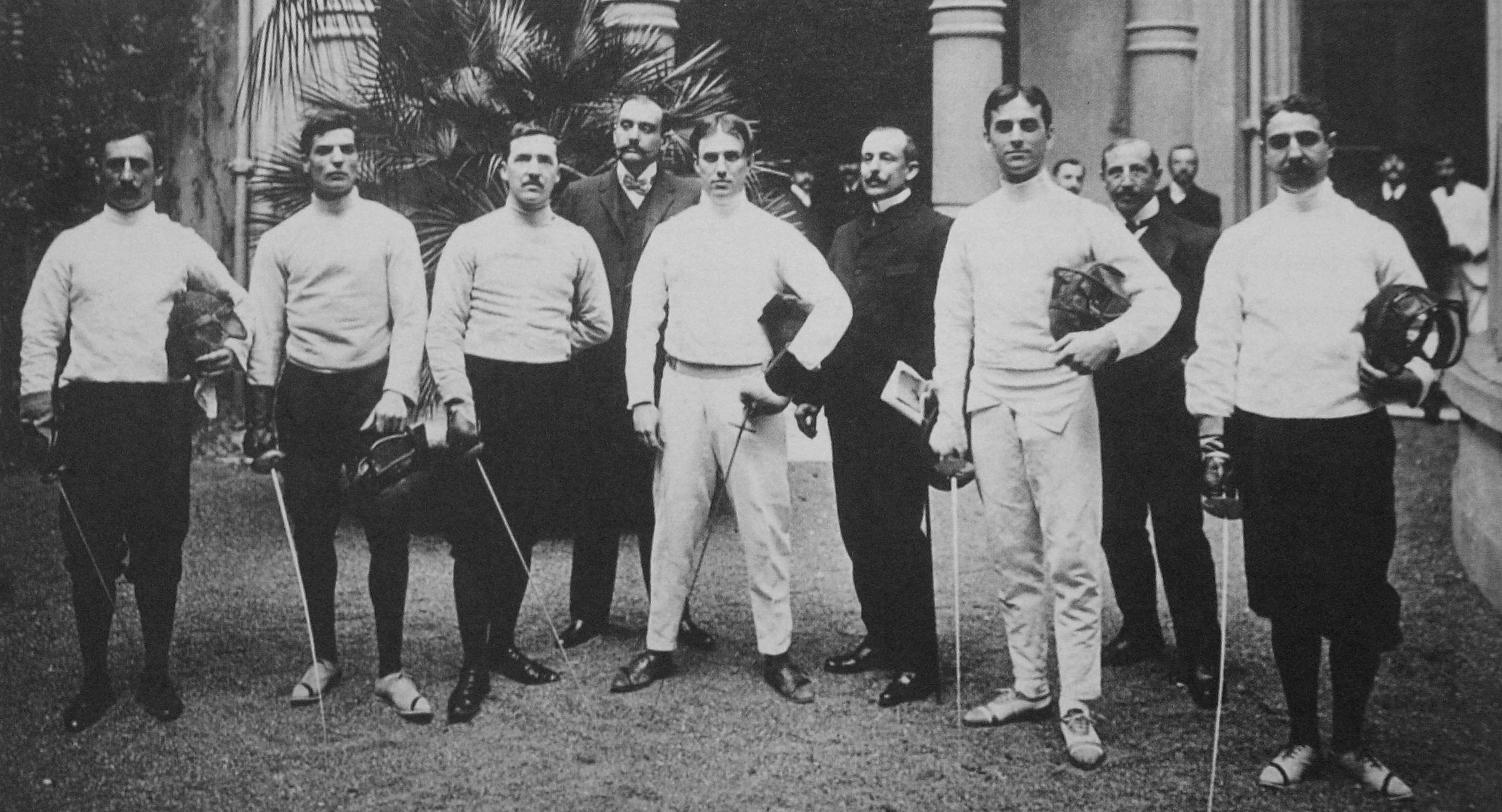
Marcelo T. de Alvear (cuarto), Jorge Newbery (el quinto desde la izquierda), Eugenio Pini, director de la sala de esgrima del Jockey Club (octavo), y Julián Martínez (noveno).

Practicó la mayoría de los deportes que existía en esa época, y llegó a coronarse como mejor tirador de revólver a 50 metros. También realizó tiro al blanco con máuser y pistola. Participó del Campeonato Mundial de Tiro de 1903 en Buenos Aires, ganando la medalla de bronce. Fue cofundador del Tiro Federal Argentino, además de haber integrado sus primeras comisiones directivas. Frecuentó la Sociedad Deportiva como también los Bosques de Palermo, en donde montaba a caballo y hacía natación, y fundó con ayuda de otros miembros el salón de esgrima del Jockey Club, además de practicar boxeo en la casa del doctor César Viale.
El 16 de noviembre de 1901, Alvear fue protagonista en la primera carrera de automóviles disputada en Argentina. Primero habían corrido siete coches, ganando la carrera Juan Cassoulet, con un Rochester a vapor, a una velocidad de 73 km/h. En la segunda carrera, compitieron únicamente Alvear contra el barón Aarón de Anchorena en una contienda de tres mil metros, aunque las fuentes difieren sobre quién triunfó: algunos sostuvieron que Alvear, mientras otros afirmaron que fue Anchorena.
Fue fundador y presidente del Comité Pro-Juegos Olímpicos de Amberes, y durante su gestión de gobierno dictó el decreto 74/1927, que reconocía a la Confederación Argentina de Deportes como Comité Olímpico Argentino.

### Participaciones en Mundiales de Tiro (pistola 50 metros)
| Mundial                            | Sede      | Resultado         | Puntos |
| ---------------------------------- | --------- | ----------------- | ------ |
| Campeonato Mundial de Tiro de 1903 | Argentina | Medalla de bronce | 451    |

## Audio y vídeo
- Alvear en Londres.
- Alvear con Regina en Mar del Plata.
- El presidente Alvear pronuncia un discurso ante el pueblo de la provincia de Mendoza, 1926.